# Instinct
Pour les articles homonymes, voir Instinct (homonymie).

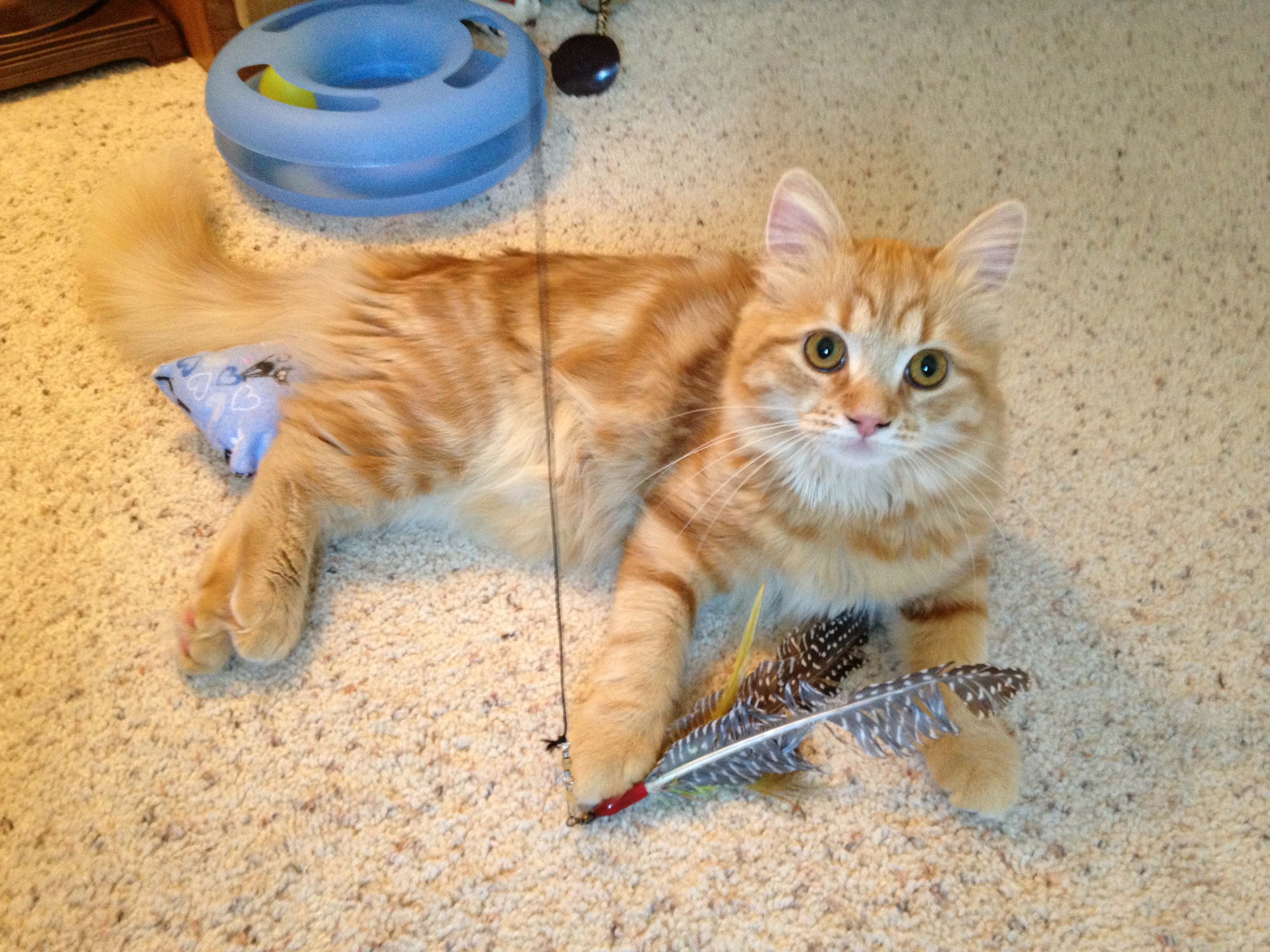
Le chat domestique, même élevé à l'intérieur, manifeste l'instinct de chasser les oiseaux.

L’instinct est la totalité ou partie héréditaire et innée des comportements, tendances comportementales et mécanismes physiologiques sous-jacents des animaux. Il est présent sous différentes formes chez toutes les espèces animales. Son étude intéresse nombre de sciences : biologie animale (éthologie et phylogénie), psychologie, psychiatrie, anthropologie et philosophie. Chez l'humain, il constitue la nature qui s'oppose traditionnellement au concept de culture.

## Quelques définitions
« Nous définirons l'instinct, conformément à l'usage général, une activité dont les conditions internes sont des propriétés primitives de l'organisme. Instinctif signifie donc inné, préformé et s'oppose à ce qui est acquis ou inventé par l'individu. »

— Paul Guillaume

« Le répertoire comportemental moteur d'un animal se compose de mouvements constants dans leur forme, donc reconnaissables. L'animal n'a pas besoin de les apprendre, et, de même que les caractéristiques morphologiques, ils sont spécifiques. Il s'agit, pour ainsi dire, d'un savoir “inné”. Ces activités motrices — innées — coordonnées génétiquement, sont appelées : instinctives. »

— Irenäus Eibl-Eibesfeldt

« Instinct. Comportement automatique et inconscient des animaux, caractérisé par un ensemble d'actions déterminées, héréditaires et spécifiques, ordonnées à la conservation de l'espèce ou de l'individu (nutrition, reproduction, protection, etc.) »

— L.-M. Morfaux

## Analyse scientifique

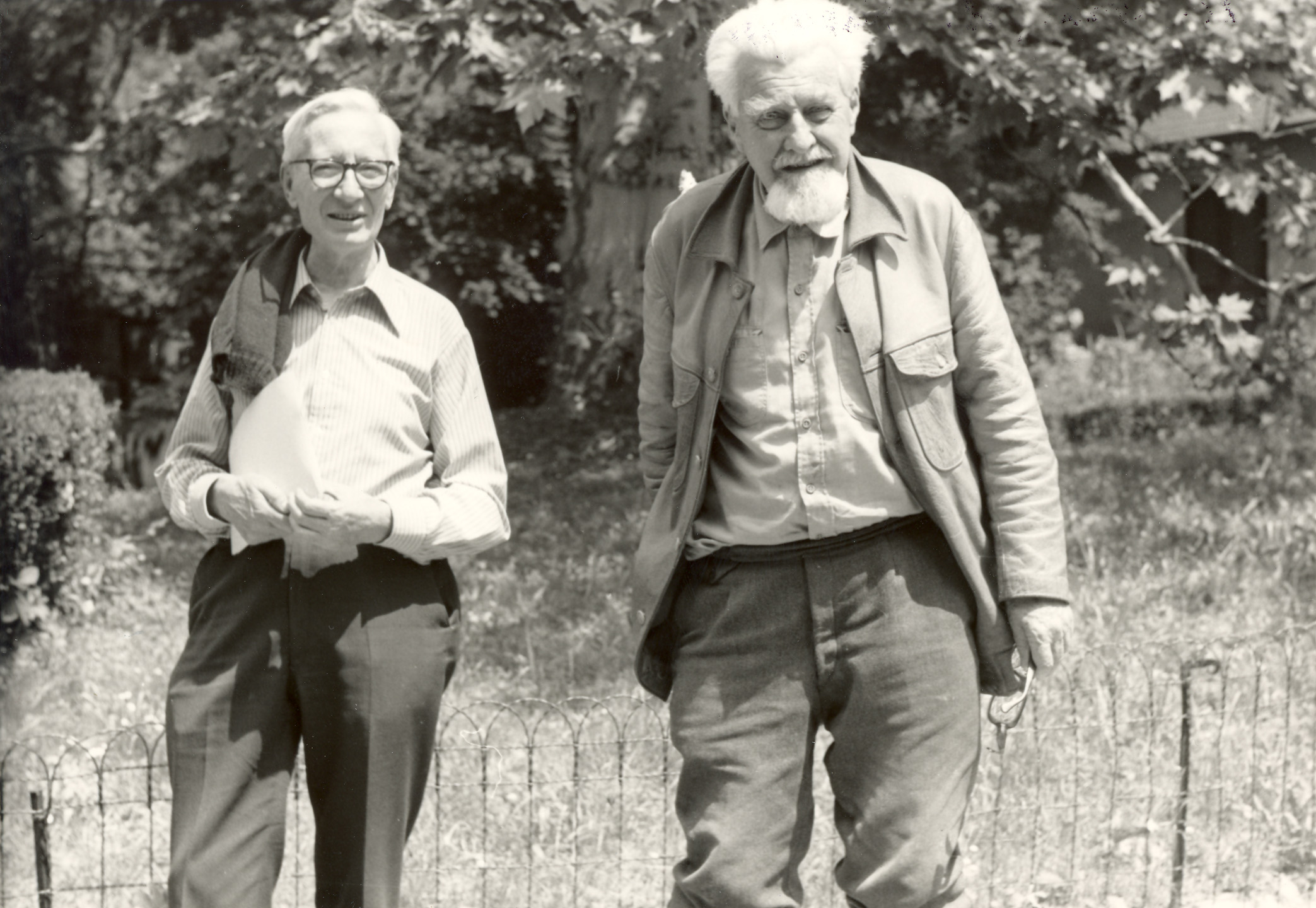
Nikolaas Tinbergen (gauche) et Konrad Lorenz (droite), 1978.

La science qui a pour objet l'étude de l'instinct et du comportement en général est l'éthologie, ses fondations furent élaborées par Konrad Lorenz (1903-1989), Nikolaas Tinbergen (1907-1988) et Karl von Frisch (1886 - 1982), dans la première moitié du XXe siècle. Ils reçurent conjointement, en 1973, le prix Nobel de physiologie ou médecine pour leurs découvertes concernant « l'organisation et la mise en évidence des modes de comportement individuel et social ». Il s'agit du seul prix Nobel jamais remis à des spécialistes du comportement.
Les méthodes et théories de l'éthologie objective furent introduites progressivement, dans le dernier quart du XXe siècle, de manière disparate en psychologie et en anthropologie. Notons son intégration dans la spécialisation de l'anthropologie qu'est l'étude des grands singes (primatologie) réalisée dans la deuxième moitié du XXe siècle par des spécialistes, maintenant célèbres, tels Louis Leakey (1903-1972), Jane Goodall (née en 1934), Dian Fossey (1932-1985), Desmond Morris (né en 1928) et Birutė Galdikas (né en 1946). La stricte utilisation des méthodes de l'éthologie pour l'étude des comportements instinctifs chez l'homme fut réalisé par Irenäus Eibl-Eibesfeldt (né en 1928) ; fondateur de l'école d'éthologie humaine, il dirige depuis 1975 l'institut Max Planck de Physiologie Comportementale. Nous devons à W.C. Mc. Grew et N. Blurton-Jones l'utilisation de l'éthologie pour l'étude des enfants en bas âge (depuis la naissance jusqu'à cinq ans).

L'intégration des théories de l'éthologie aux sciences humaines contribua à la révolution cognitive qui balaya la psychologie américaine au cours des années 1960. Cette révolution peut être grossièrement interprétée comme la victoire de l'innéisme sur le comportementalisme et le culturalisme, mais cette position est trop simpliste car, comme le souligne Konrad Lorenz : 

« On nous dit que ce que nous appelions autrefois inné et ce que nous appelions autrefois acquis ne peuvent se définir que comme le contraire l'un de l'autre. C'est absolument faux,. »

Les approches contemporaines tentent de comprendre les subtiles imbrications de l'inné et de l'acquis : psychologie évolutionniste, anthropologie bioculturelle (en), éthologie humaine, etc.

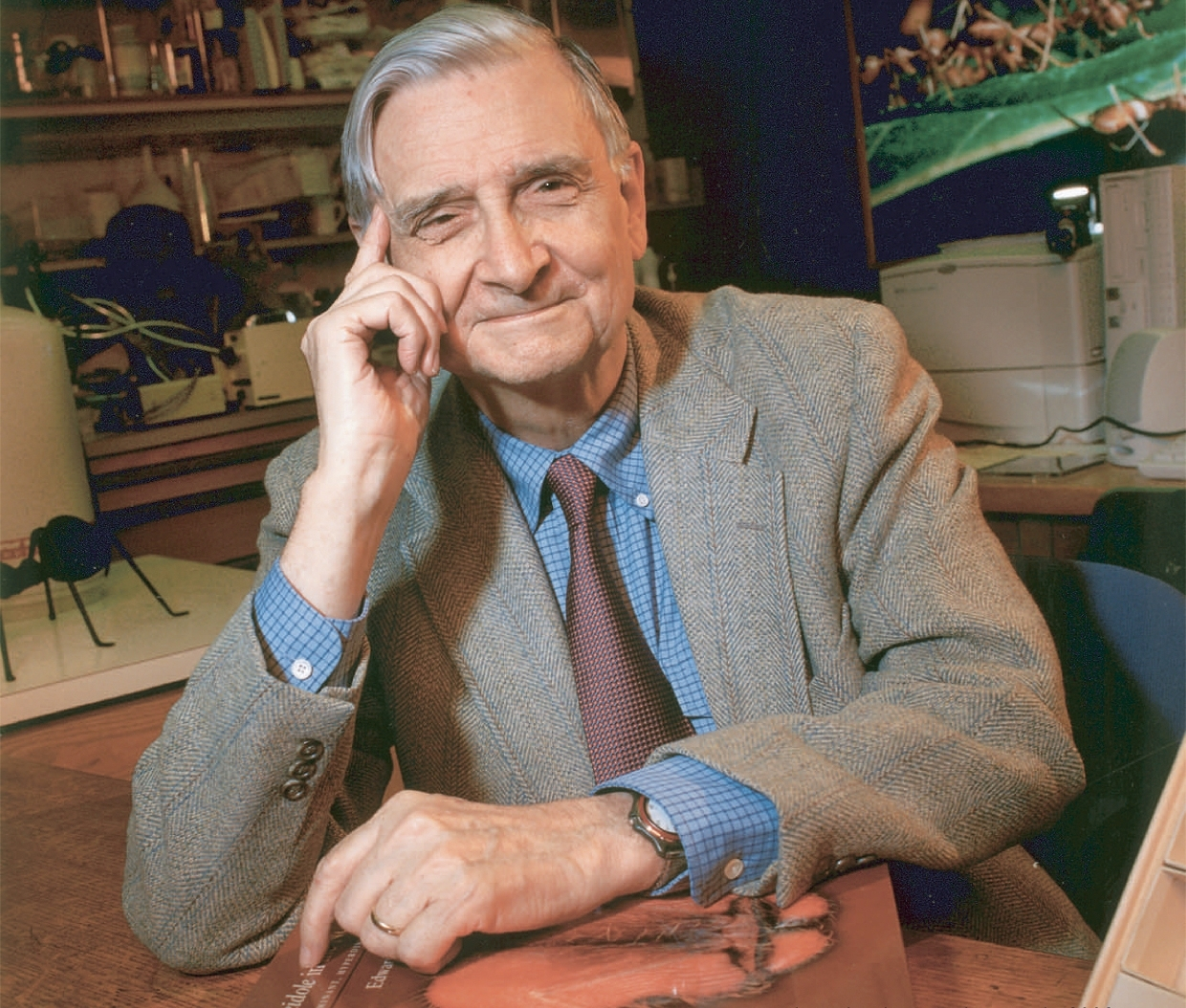
Edward Osborne Wilson.

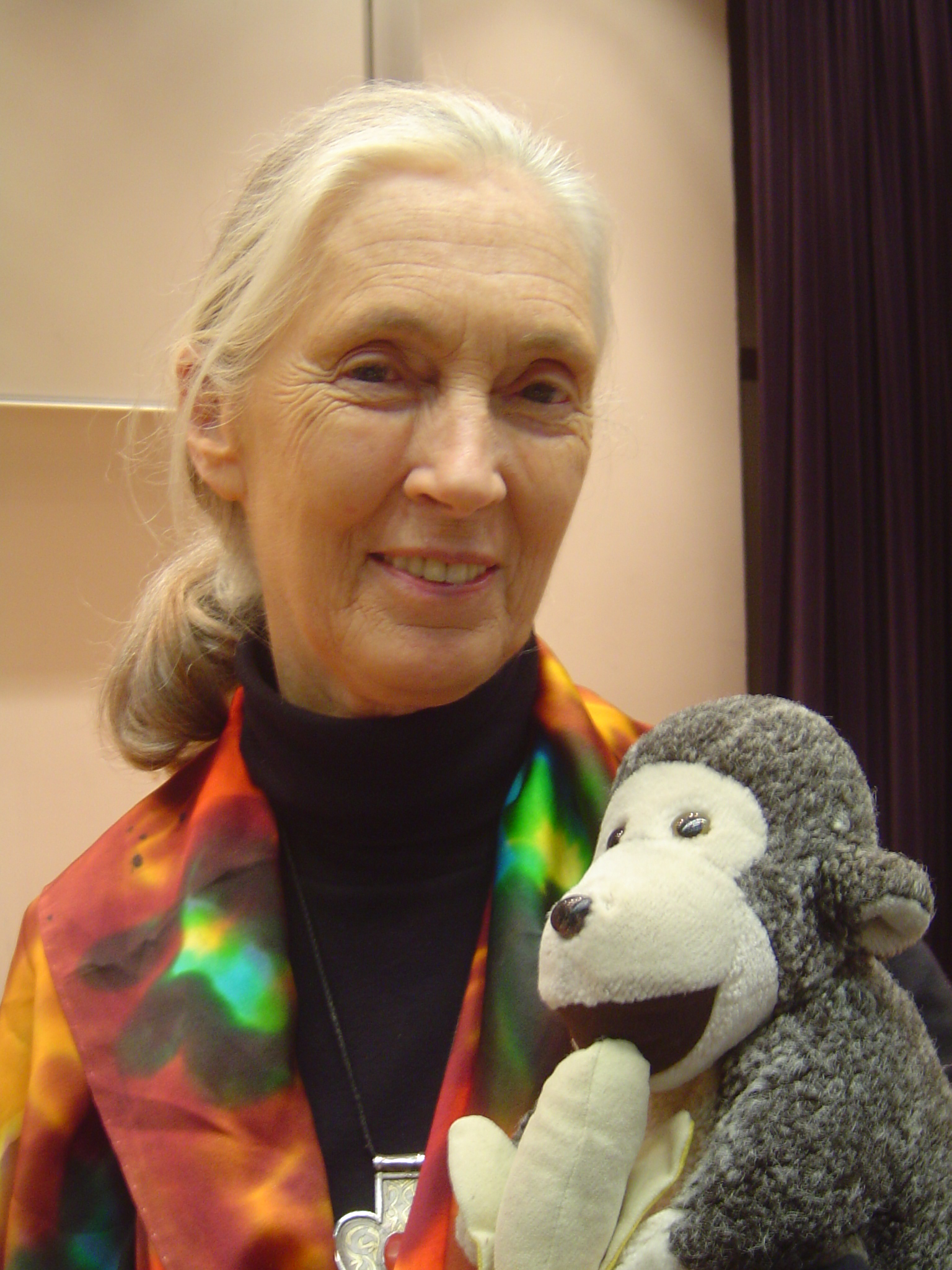
Jane Goodall.

Ces études ont permis d'établir que la conception du nouveau-né en tabula rasa n'est pas plus scientifiquement acceptable que celle d'une machine biologique pour toujours entièrement déterminée par ses gènes. Le grand paradoxe émergeant de l'étude scientifique des instincts chez l'homme est que la grande capacité d'apprentissage de l'humain est corrélée à une augmentation des mécanismes comportementaux innés. La capacité d'acquérir une culture humaine n'est donc pas la conséquence, comme on le croyait dans la première moitié du XXe siècle, de la perte de mécanismes « instinctifs » par l'homme, mais bien par un ajout de mécanismes innés spécifiquement humains. Remarquons que cette conception fut défendue, en premier lieu, par Konrad Lorenz au début du XXe siècle puis par Noam Chomsky (né en 1928) vers 1960. Chomsky apporta de nombreux éléments permettant de penser que la structure syntaxique de toute langue est limitée par des mécanismes innés. Par la suite, plusieurs anthropologues généralisèrent la grammaire universelle de Chomsky à l'ensemble des sphères culturelles (concept de biogrammaire).
L'étude mathématique formelle de l'évolution des comportements des animaux fut développée par John Maynard Smith (1920-2004), William Donald Hamilton (1936-2000), George R. Price (1922-1975) et popularisée par Edward Osborne Wilson (né en 1929). Ces analyses mathématiques complexes permettent d'expliquer l'essence (l'origine phylogénétique) des comportements des animaux, et de réaliser des prédictions théoriques sur l'existence de tel ou tel comportement dans la nature. Il est également possible de relier des variables comportementales entre elles, comme la durée de la période de séduction et le temps d'élevage de la progéniture. Ces résultats sont également largement utilisés par les psychologues évolutionnistes (voir Écologie comportementale, Sociobiologie, Sélection sexuelle).

### Méthode éthologique
L'étude scientifique du comportement part du fait que la seule possibilité d'agir sur le monde, pour un animal, est d'exécuter des contractions musculaires ; un acte peut ainsi se définir comme une séquence de contractions musculaires. Pour déterminer si un acte est inné (génétiquement déterminé) ou acquis (appris), il est possible d'utiliser quatre critères.
- La séquence est identique chez tous les représentants de l'espèce. Il s'agit de la méthode de comparaison horizontale.
- La séquence varie en forme et en intensité selon la distance génétique séparant les groupes taxinomiques proches (espèces, genres, familles), révélant la phylogenèse de ces comportements. Il s'agit de la méthode de comparaison verticale.
- La séquence n'est modifiée par aucune forme d'apprentissage ceci étant facilement vérifiable pour les espèces où les soins parentaux sont absents ou par isolation artificielle dès la naissance. Il s'agit de la méthode par isolation.
- Dans plusieurs cas, il est possible de remonter vers le centre nerveux responsable de cette séquence comportementale ; la rigidité constitutive de ce centre moteur implique une origine aussi déterminée pour ce type de comportement que pour les organes du corps. Il s'agit de la méthode physiologique.

### Coordinations héréditaires
Les actes innés sont baptisés coordinations héréditaires par les éthologues et ils possèdent comme caractéristique fondamentale qu'une fois déclenchés ils s'exécutent jusqu'à la fin, même si en cours de mouvement ils perdent toute finalité. De plus, les coordinations héréditaires sont souvent combinées à des taxies qui sont des formes de contrôle (régulation cybernétique) du mouvement. Par exemple, une oie dont un des œufs roule en bas du nid va étendre le cou pour le ramener à l'intérieur. Le mouvement de roulis de l'œuf doit être corrigé par des mouvements droite-gauche du cou, il s'agit de la taxie. De plus, même si l'œuf disparaît (retiré par l'expérimentateur) ou qu'il lui échappe, l'oie doit compléter le mouvement avant de pouvoir recommencer. Les coordinations héréditaires ne se réalisent que dans certains contextes. Les contextes motivationnels sont des états spécifiques dans lesquels se trouve l'animal et qui permettent de déclencher tel ou tel comportement en fonction de stimuli externes. Par exemple, pour que soit déclenché le mouvement pour ramener un œuf par une oie, il faut absolument que celle-ci soit en train de couver ; la couvaison est un contexte motivationnel. Certaines coordinations héréditaires comme la marche ou la course se trouvent associées à plusieurs contextes motivationnels et utilisées au cours d'autres coordinations héréditaires plus complexes.
Dans la nature, les cas de transmission culturelle sont des exceptions pratiquement miraculeuses, très étudiées et documentées ; même chez les grands singes non humains. Pour la plupart des animaux, l'ensemble des coordinations sont héréditaires et les coordinations culturelles sont, en pratique, l'apanage de l'humain. L'apprentissage de nouvelles coordinations chez les animaux ne se fait pas par la création de nouveaux gestes, mais bien par le simple enchaînement de coordinations héréditaires. Seul l'humain possède une telle maîtrise sur ses mouvements qu'il puisse inventer des gestes inédits,. Cependant, il serait tout à fait faux de prétendre que les coordinations héréditaires n'existent pas chez l'humain.

#### Chez les humains
L'expression faciale des émotions (joie, tristesse, surprise, peur) sont des exemples de coordination héréditaire ; en effet, ils obéissent aux quatre critères.
- Verticale. Déjà dans L'Expression des émotions chez l'homme et les animaux publié en 1872, Darwin démontre clairement que les coordinations utilisées pour exprimer la surprise, la peur et la tristesse chez les grands singes sont les mêmes que pour l'homme. Il remarque que le comportement se rapprochant le plus du sourire et du ricanement est le comportement de défiance qui consiste à montrer ses canines. Il établit ainsi un lien phylogénétique entre le sourire, le ricanement et le comportement d'agression[16].
- Horizontale. Les expressions faciales se retrouvent exprimées de la même façon dans toutes les sociétés humaines. Ceci fut démontré par Eibl-Eibesfeldt qui filma, à leur insu, les expressions de plusieurs peuplades à travers le monde.
- Par isolation. Les expressions faciales sont parmi les premiers comportements des bébés. Cependant, il est impossible d'isoler un bébé à la naissance pour vérifier si ce comportement est inné ou acquis par imitation. L'existence de cas d'enfants et de bébés sourds et aveugles de naissance a permis à Eibl-Eibesfeldt de démontrer que ces coordinations étaient bien innées.
- Physiologique. L'étude du système nerveux par la psychiatrie clinique, la neurologie et la neurochirurgie a permis de mettre en évidence les centres nerveux responsables des expressions faciales. Par exemple, les ganglions de la base et la formation réticulée ont un rôle primordial pour la production de sourires spontanés.

Bien que l'humain soit capable de contrôler le déclenchement d'une coordination héréditaire, ceci est extrêmement difficile ; essayez de ne réaliser aucune expression faciale durant toute une journée. Par contre, comme pour tous les animaux, il lui est impossible de l'arrêter en cours d'exécution. Il est donc impossible de déglutir à moitié ou d'arrêter au milieu d'un pas, seulement au début ou à la fin. Remarquons qu'il en est de même pour tous les gestes automatiques appris comme allumer un interrupteur ou saisir une poignée de porte. Ce type d'apprentissage, programmé dans le cervelet, ne peut s'interrompre en cours d'exécution.
N.B. : Il est toujours possible de réaliser une action comme sourire (simuler le sourire), marcher ou allumer une lumière sans utiliser les mécanismes innés ou le cervelet. Il s'agit du contrôle volontaire par le néocortex mais cela demande toute notre attention et nous empêche de penser à autre chose en réalisant l'action. Il faut remarquer que le sourire simulé n'équivaut jamais au sourire spontané, à cause de notre incapacité à contracter correctement l'orbicularis oculi, un muscle situé autour des yeux (voir le sourire de Duchenne).

#### «Rodage»des processus moteurs
Tous les tétrapodes terrestres peuvent marcher dès la naissance, et tous connaissent au moins deux pas : la marche et la course. Chez les mammifères, bien que la plupart des proies soient capables de se lever dès la naissance et de marcher presque immédiatement, les prédateurs rampent souvent pendant plusieurs jours. Néanmoins, chez les proies, comme chez les prédateurs, la marche s'améliore et le pas devient plus assuré de jour en jour ; l'animal apprend à marcher. Par contre, cet apprentissage n'est aucunement basé sur l'imitation (la gazelle marche à la naissance) ou sur une forme d'apprentissage par punition et récompense (la gazelle n'est pas punie ou récompensée en fonction de sa performance) ; c'est simplement en marchant que l'animal apprend à marcher[réf. nécessaire]. Le processus de l'apprentissage de la marche chez l'humain ne se distingue certainement pas, mis à part la station verticale, de celui des autres animaux. Les voies nerveuses, des arcs réflexes de la moelle épinière aux noyaux du bulbe rachidien sont les mêmes et ce comportement possède une origine phylogénétique claire. Chez l'enfant non voyant, les diverses études situent l'acquisition de la marche un peu plus tard que chez l'enfant voyant, soit entre 16 et 22 mois. Cette situation d'isolation qui révèle une impossibilité d'apprentissage par imitation, met en évidence l'importance des stimuli visuels dans l'apprentissage de la marche.
En 1950, les comportementalistes avaient beaucoup de difficulté à accepter qu'il puisse exister une autre forme d'apprentissage que celui par punitions et récompenses. Par exemple, l'amélioration du picorement du poussin avait été interprétée comme produite par la récompense qu'obtenait celui-ci en mangeant le grain. En 1956, le psychologue expérimental Eckhard Hess (de) réfuta complètement cette thèse : il mit des lunettes aux poussins qui dévièrent leurs visions de quelques millimètres. Les poussins furent incapables de corriger l'écart et leurs picorements s'amélioraient toujours en ce qui concerne les positions virtuelles des grains sur le sol ; l'apprentissage moteur était invariablement relié au stimulus de l'image du grain. Ce type d'apprentissage ne permet pas à un animal d'apprendre de nouvelles coordinations, mais uniquement de raffiner la taxie; il s'agit, en quelque sorte, d'une forme d'adaptation du mouvement à l'environnement. L'existence de cette forme d'apprentissage n'enlève donc rien au caractère « héréditaire » de la coordination.

#### Modifications culturelles
L'humain peut moduler l'expression de ses coordinations héréditaires. Cette possibilité de modulation est variable et dépend de la rigidité physiologique de la coordination : très rigide (déglutition, vomissement, bâillement, toux, éternuement), rigide (expressions faciales, marche, course, gambadage, grattage), souple (salut, marques d'affection et autres gestes de méta-communication). Commençons par le cas de la marche, cette coordination apparemment banale recèle bien des secrets.

##### Marche
La marche n'est réellement modifiée, mis à part le style, que dans deux sphères d'activités humaines, l'art et la guerre. La danse contemporaine et le mime ont largement exploré la modification de la marche : pensons, par exemple, à la fameuse Marche contre le vent de Marcel Marceau, repris par Michael Jackson sous le nom de moonwalk. La plupart des variations de la marche, même d'apparence simple, se révèlent d'exécution difficile ; l'apprenant doit constamment lutter contre la coordination héréditaire naturelle. Il faut également remarquer que la très grande majorité des variations conservent le mouvement de balancier synchrone des bras. Ce mouvement naturel des bras est causé par un arc réflexe primitif que l'on retrouve chez tous les quadrupèdes ; il trahit la phylogenèse de la bipédie.
Toutes les grandes armées de l'histoire ont marché au pas. Mis à part le style (pas glissé en Grande-Bretagne, pas de l'oie de l'armée allemande), la marche militaire se caractérise essentiellement par une exagération de l'ampleur des mouvements. L'exagération des mouvements est habituelle chez les singes lors de conflits, de grands mouvements amples permettraient d'intimider l'adversaire. La stabilité horizontale du comportement chez l'humain, géographiquement et historiquement, de même que de probables origines phylogénétiques, laissent penser que ce comportement est héréditaire.

##### Nage
La plupart des mammifères savent nager (carnivores, rongeurs, ongulés) ; cette nage est simplement « la marche quadrupède », en prenant soin de sortir la tête hors de l'eau. Il s'agit également de la nage chez l'enfant ne sachant pas nager (nage du petit chien), forme instinctive et extrêmement ancienne, ce style de nage s'avère inadapté à la morphologie des grands singes anthropoïdes et ceux-ci, en pratique, ne savent pas nager. Par contre, certains singes comme les macaques et les babouins sont de très bons nageurs.

##### Salutation
La « salutation du regard » est un haussement des sourcils pendant 1/6e de seconde, lors de la rencontre de deux personnes se connaissant. Il est souvent accompagné d'un sourire et d'un léger hochement de tête ; ce comportement, entièrement instinctif, n'est aucunement modifié par la culture. Par contre, la salutation complète qui peut suivre varie grandement selon les traditions, la plus courante étant le salut par inclinaison du buste ; cette forme de salutation peut être stylisée de plusieurs façons : génuflexion, prosternation, révérence, salut du chapeau. Le second type de salutation est par contact des mains semblable à la poignée de mains à l'occidentale : la main à l'épaule, au coude, à la hanche ou d'autres parties du corps ; certaines tribus papou se touchent l'étui pénien. Enfin, le troisième type de salutation est le salut à main levée permettant de saluer à distance une ou plusieurs personnes à la fois ; il peut être fixe comme le salut militaire ou le salut des amérindiens, ou bien accompagné d'un mouvement d'oscillation latérale, comme le bye-bye traditionnel ou royal (avec rotation lente du poignet).
Malgré les différences, toute forme de salut, mis à part le « salut à main levée », comporte une légère inclinaison du buste ou de la tête. L'inclinaison de la tête se retrouve à l'identique chez tous les grands singes comme comportement de soumission ; remarquons que l'inclinaison est proportionnelle à la différence de statut social, tout comme chez l'humain. Chez les chimpanzés, offrir la main est courant comme marque d'affection ou d'encouragement. De même, le mouvement d'oscillation du bras tendu et de la main est habituel lorsque l'animal veut se faire remarquer. Ici encore, la comparaison verticale permet de mettre en évidence les origines phylogénétiques communes de ces comportements.

##### Comportements maternels et amoureux
La réutilisation de comportements de soins aux jeunes pour la cour et entre partenaires sexuels est extrêmement courante, de manière analogue, à travers l'ensemble du règne animal. Chez l'homme, seuls les comportements de ce type, partagés avec les grands singes, peuvent être considérés comme de véritables homologies. Selon Irenäus Eibl-Eibesfeldt « nombre de comportements considérés comme typiquement sexuels — baisers, caresses, etc. — sont en fait, d'après leur origine, d'authentiques activités de soins aux jeunes. Nous tenons à le rappeler parce que Freud, commettant là un remarquable contresens, a autrefois affirmé qu'une mère prendrait peur si elle se rendait compte qu'elle associe tant de comportements sexuels à son enfant. ».

###### Baiser
Selon Eibl-Eibesfeldt, le baiser labial et inter-buccal est une modification des activités alimentaires de nourrissage bouche à bouche des nouveau-nés et des petits enfants. Ce comportement de prémastication se retrouve chez tous les grands singes, et est pratiqué, chez l'humain, dans des cultures très diverses ; sur les 155 cultures répertoriées dans la base de données en ligne HRAF (en), 119 possèdent de la documentation sur la nutrition et 38 de celles-ci décrivent des activités de prémastication en ce qui concerne la nutrition des enfants soit un minimum de 30% des sociétés.
Des textes anciens existent sur la prémastication dans l'Ancienne Égypte on en trouve des traces dans le Papyrus Ebers où une mère est conseillée de donner un remède à son enfant par prémastication. De même dans l'antiquité grecque et romaine, ce comportement existait également en Europe médiévale. Il était également pratiqué dans certaines régions rurales allemandes au début du XXe siècle. L'existence de ce comportement dans les sociétés occidentales provient majoritairement des critiques et aversions exprimées. On associait ce comportement aux primitifs et aux classes inférieures. Par exemple, à la fin du XIXe siècle, la communauté médicale américaine du Texas débattait des bienfaits ou du caractère non-hygiénique, répulsif voir barbare de la pratique. Ce comportement est toujours pratiqué en Amérique par des mères d'origine africaine et hispanique ou originaire du Vietnam, du Cambodge ou du Laos et régulièrement par des mères d'origine inuit ou aléoute.
Chez le chimpanzé commun, les adultes en font un geste amical et ils le font avec ou sans nourriture ; le chimpanzé bonobo, lui, le pratique avec la langue. Ce comportement est à l'identique chez l'humain, l'échange de sucrerie étant courant ; le Kamasûtra suggère d'ailleurs l'échange de vin entre les partenaires. Le baiser amoureux à l'occidentale (sur la bouche avec ou sans la langue) n'est pas très répandu, du moins en public ; les études ethnologiques se butent aux tabous en ce qui concerne la vie intime. Dans bien des régions du monde, le baiser est remplacé par le frottement du nez. Ce comportement est extrêmement habituel chez les mammifères et vous n'aurez aucun mal à l'exécuter avec un chat ou un chien.
Le second type de baiser est le baiser au corps qui peut s'effectuer la bouche ouverte ou en mordillant gentiment. Cette coordination est la réplique exacte de l'épouillage avec la gueule[réf. nécessaire], poils en moins. Ce comportement est utilisé couramment avec les enfants, en particulier, le fameux baiser sur la tête et les baisers rapides en série sur un membre de même que le fameux baiser soufflé qui fait rire[réf. nécessaire]. La troisième forme de baiser est le baisemain ; celui-ci est pratiqué chez les chimpanzés pour amadouer les dominants[réf. nécessaire]. Ce comportement est à l'identique chez l'humain et se retrouve dans plusieurs cultures. Le baisemain fut courant à certaines époques en Occident : par exemple, baiser la main des dames était régulièrement pratiqué jusqu'au début du XXe siècle. Ce comportement existe encore dans certains cultes chrétiens, et exprime toujours le sens de la relation hiérarchique. Une forme de ritualisation culturelle de ce comportement est le baiser dans sa propre main qui est par la suite soufflé ; cette variation peut facilement être enseignée à un chimpanzé[réf. nécessaire].

###### Caresse

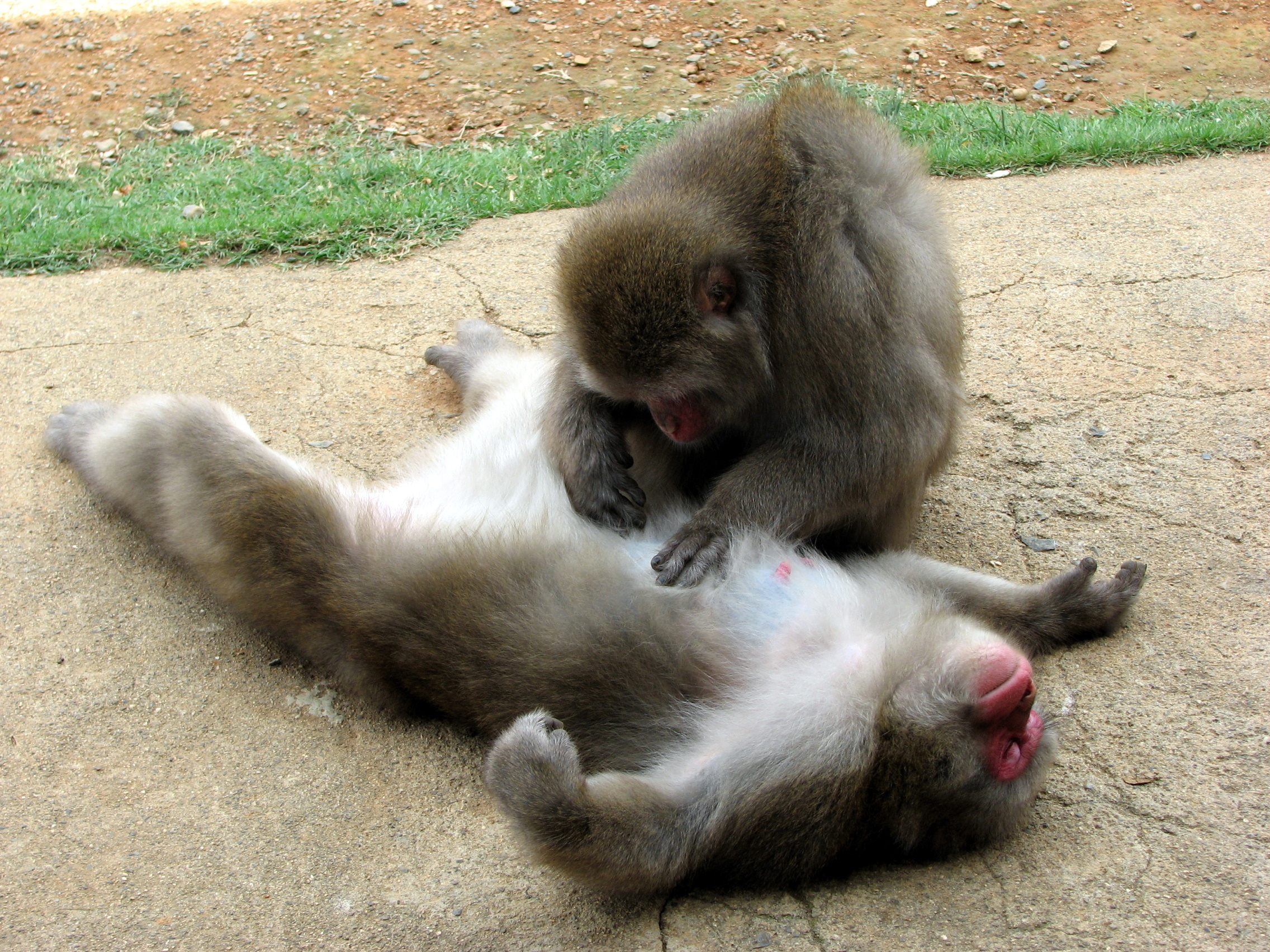
L'épouillage est un comportement social important et courant chez les primates.

La caresse est un comportement vestige de l'activité d'épouillage[réf. nécessaire] qui est pratiquée par tous les grands singes et qui constitue une part importante de leurs activités sociales. Ceci explique notre propension à la caresse des cheveux et de la fourrure animale. Ici encore, le fait que ce comportement existe sans modification dans toutes les cultures, et se retrouve sous une forme fonctionnelle chez tous les grands singes, vient confirmer l'hypothèse de la nature héréditaire de cette coordination. Chez l'homme, la culture a modifié considérablement l'acte de la caresse en inventant le massage. Véritable science de la caresse dure ou douce, cette discipline n'a pu voir le jour qu'en exploitant, culturellement, une tendance naturelle[réf. nécessaire].

###### Enlacement
L'enlacement est un comportement maternel fondamental chez l'humain et chez tous les grands singes non humains, ici encore, repris chez les adultes comme marque d'affection. Il est également utilisé comme méthode de consolation. Par exemple, un soldat blessé se blottit dans les bras d'un collègue, le visage contre la poitrine. Le partenaire l'enlace comme une mère, une main à l'épaule, l'autre à la tête.

###### Activités sexuelles
Le cunnilingus est une pratique extrêmement courante chez les mammifères il en est tout autrement de la fellation pratiquée, concernant l'ensemble de la classe des mammifères, exclusivement chez l'homme et chez le chimpanzé bonobo. Il en est de même du coït ventro-ventral (la position du missionnaire) pratiqué exclusivement chez l'homme, l'orang outan et le chimpanzé bonobo. Chez le bonobo, tout comme chez l'homme, la sexualité n'a pas qu'une fonction reproductive et est pratiquée pour de multiples raisons comme la sodomie de domination. Le fait que l'humain partage avec les autres grands singes ces comportements permet, ici aussi, de présumer fortement qu'ils se sont développés sur une base instinctive commune, et donc qu'ils auraient la même origine phylogénétique. De plus, puisque comme pour les autres comportements mentionnés précédemment, ils semblent uniques dans la nature, il est donc possible de dater l'apparition de ceux-ci à la séparation de la lignée humaine de celle des autres grands singes.

###### Rire
Contrairement à la croyance populaire, probablement inspirée d’Aristote, les humains ne sont pas « les seules créatures à rire ». Dans l'ouvrage L’Expression des émotions chez l’homme et les animaux (p. 181-182), Darwin dit : « Si l’on chatouille un chimpanzé – et ses aisselles sont particulièrement sensibles au chatouillement –, comme c’est le cas chez les enfants humains, il pousse une sorte de gloussement ou de rire plus marqué, quoique parfois silencieux ». Dian Fossey ajoute, dans l'ouvrage intitulé Gorilles dans la brume, que « l’échange de chatouilles entre [les gorilles] Coco et Pucker provoqua force gloussement ». Nombre de chercheurs s’accordent à dire que les chimpanzés et d’autres grands singes produisent des vocalisations semblables à des rires dans les circonstances qui prêtent les hommes à rire (chatouilles, chahut). Par contre, l’écoute à l’aveugle de ces vocalises ne permet pas de différencier ce rire d’un halètement ; seul le contexte d’apparition du comportement permet d’établir la véritable homologie.

###### Comportements de méta-communication
Beaucoup de gestes chez les animaux, en particulier les animaux sociaux, sont des moyens de communiquer des émotions ou des motivations. Par exemple, le bâillement retrouvé chez les mammifères permettrait, selon Lorenz, de synchroniser le cycle du sommeil. Bien que l'humain partage plusieurs de ces gestes avec les grands singes non humains, beaucoup sont exclusifs à l'humain et constituent probablement de véritables instincts proprement humains. Par exemple, les gestes biens connus de se mettre les doigts devant la bouche pour signifier de se taire, le bras tendu et la main à plat pour signifier d'arrêter, la main tournée vers soi avec de rapides flexions des doigts pour signifier d'avancer.
Il est clair que la sélection naturelle a favorisé les individus et les groupes possédant une grande capacité de communication. Une bande de chasseurs primitifs, sans les trois gestes de la main précédemment mentionnés, se retrouvent bien dépourvue. Par contre, ce type de comportements révèle les deux aspects complémentaires de l'acte instinctif, celui de stimulus clé, ici le geste, et de mécanisme inné de déclenchement, ici la compréhension instinctive du sens du geste. Il va de soi que ces deux systèmes évoluent conjointement lors du processus de sélection naturelle.

### Mécanismes innés de déclenchement
Chez les animaux, une coordination héréditaire est toujours, sauf dans le cas de déclenchement endogène, à vide ou comme activité de substitution, déclenchée par un stimulus. Ce stimulus peut être visuel, tactile, odorifère ou sonore. Les stimuli visuels, sonores et tactiles, étant plus simples à reproduire, ont été grandement étudiés. Lorenz remarqua que les stimuli déclenchant une coordination héréditaire ne nécessitent pas de ressembler le plus possible à la forme naturelle. Seules quelques caractéristiques fondamentales sont nécessaires, il s'agit du stimulus clé (stimuli effectifs). De plus, en général, plus le stimulus artificiel est grand ou exagéré, plus il est efficace. Il s'agit du phénomène d'hyperstimulus ou stimulus supranormaux. Par exemple, une oie va réagir beaucoup plus promptement à la vue d'un œuf gigantesque en dehors de son nid, et va même préférer cet œuf à celui de taille normale, ceci même si l'œuf est beaucoup trop gros pour qu'elle puisse le transporter.
Si chez les animaux inférieurs (insectes, mollusques, poissons, amphibiens, reptiles) la réponse à un stimulus est habituellement une coordination héréditaire, la situation est beaucoup plus complexe chez les mammifères et en particulier chez l'humain. En effet, chez celui-ci, la présence d'un stimulus clé déclenche rarement une coordination héréditaire déterminée, mais produit plutôt une réaction émotionnelle (changement motivationnel) permettant plusieurs comportements alternatifs, ou même l'apprentissage de nouveaux stimuli clés par le mécanisme d'empreinte[réf. souhaitée].

#### Maturation et activation des mécanismes de déclenchement
Cette maturation est l'équivalent du rodage des processus moteurs en ce qui concerne le développement des fonctions cognitives, nécessaires à la mise en place des mécanismes de déclenchement innés. Par exemple, un bébé âgé de seulement dix minutes manifeste déjà une très forte préférence pour les visages à tout autre forme p. 5 ; ce fait démontre sans contredit que le nourrisson possède des mécanismes innés de reconnaissance de la forme des visages. Par contre, c'est seulement vers cinq semaines que le bébé peut reconnaitre sa mère sur la seule base des traits faciaux p. 48. À sept mois, les bébés manifestent plus d'attention envers les visages exprimant la peur que ceux exprimant la joie ou les visages neutres et ils allouent encore plus de ressources attentionnelles envers les visages exprimant la colère.
Ce type de maturation ressemble à une lente imprégnation, et le fait que les bébés manifestent des préférences envers les visages et certaines expressions faciales démontre la nature innée et très particulière du mécanisme d'apprentissage de la reconnaissance des visages et de la distinction des expressions faciales. La mise en route de certains mécanismes de déclenchement ne se produit que dans des phases spécifiques de la vie de l'animal, il en est de même des mécanismes de déclenchement de l'excitation sexuelle n'apparaissant que vers la puberté chez l'humain. Il est scientifiquement démontré par l'endocrinologie que dans ce cas, il ne s'agit pas d'un processus de maturation cognitive, mais bien d'activation de mécanismes sous l'effet du flux hormonal.

#### Peurs primitives
La peur est un état motivationnel inné plaçant l'animal en disposition de fuite, de lutte, ou d'inhibition de l'action. Elle est déclenchée par un stimulus nociceptif (procurant de la douleur), par la perception d'un stimulus associé, par apprentissage, à la douleur ou encore par la perception d'un stimulus déclencheur inné comme un mouvement et un bruit soudain déclenchant le sursaut de peur. Le centre cérébral responsable de ces comportements est l'amygdale. Dans la nature, la fuite est le comportement le plus habituel, la lutte étant un choix alternatif ; bien que cet ordre puisse être modifié chez les prédateurs et chez les animaux venimeux. Lors d'agressions intraspécifiques (entre membres d'une même espèce), la stratégie du bourgeois constitue une norme pratiquement inviolée ; il s'agit, dans cette situation, de la seule stratégie évolutive mathématiquement stable. Cette stratégie consiste à fuir si l'animal n'est pas sur son territoire mais à se battre dans le cas contraire.
Un animal peut apprendre que, dans une certaine situation, la fuite est inutile et que la lutte est la seule alternative. Il peut également apprendre que la fuite et la lutte sont inutiles et qu'elles peuvent même empirer sa situation. L'animal entre alors en état d'inhibition de l'action, se manifestant par le sentiment d'angoisse chez l'homme, et procurant les symptômes du stress. L'inhibition de l'action est un des mécanismes utilisés pour permettre l'établissement de structures hiérarchiques de dominance chez les mammifères sociaux comme l'humain.

##### Instinct de survie
Les sociologues utilisent parfois, de manière indifférenciée, l'expression « instinct de survie » pour décrire l'ensemble des mécanismes instinctifs permettant la survie à court et moyen terme de l'animal (ici l'humain). En d’autres termes, c’est ce qui pousse les hommes à se préserver et à survivre au sein de la société.
Notre cerveau est conçu de manière à réagir face à une situation qui présente un danger de façon instinctive[réf. nécessaire]. Aujourd’hui, les peurs primitives sont encore d’actualité dans la perception des gens aux réseaux sociaux[évasif] et aux informations qui y circulent. L’homme a gardé son instinct de survie vis-à-vis du danger. Selon le sociologue Gérald Bronner, notre vulnérabilité aux théories du complot peut s’expliquer par notre instinct de survie. À l’ère des fake news, notre instinct de survie nous pousse à prendre en compte le plus rapidement possible des informations potentiellement dangereuses, d'où un taux de croyance élevé. Il s’agit de mécanismes instinctifs archaïques.

##### Peur primordiale
Des travaux récents ont mis en évidence que le centre nerveux de la peur, situé dans l'amygdale, est activé par des neurones possédant des récepteurs de gaz carbonique (canaux ioniques de type ASIC1a). Cette découverte laisse entrevoir que la première forme de peur, apparue chez l'animal au cours de la phylogénèse, est celle de la suffocation ; elle permettait ainsi aux animaux primitifs de fuir les milieux pauvres en oxygène.
Les voies nerveuses supérieures de la peur déclencheraient donc cette émotion en augmentant le niveau de gaz carbonique de l'amygdale. Cette découverte explique parfaitement les phénomènes de suffocation et d'hyperventilation associés à la peur panique et aux crises de panique. De plus, la coordination héréditaire associée à la peur est une rapide inspiration bruyante.

##### Structure des cauchemars
C'est entre six et dix ans que les cauchemars sont les plus fréquents. Dans la moitié des cas les enfants rêvent qu'ils sont poursuivis et qu'ils doivent fuir ou se cacher. Dans vingt pour cent des cas, ils souffrent ou même meurent. Dans quinze pour cent des cas ils assistent à des agressions physiques faites à autrui et dans dix pour cent des cas, ils tombent dans le vide. Les agresseurs sont habituellement des hommes (quatre fois plus courants que les femmes) et occasionnellement des animaux dangereux (loups, serpents…) ou des hybrides homme-animal. Les êtres immatériels comme les fantômes sont beaucoup plus rares. La structure rigide des cauchemars, culturellement et ontogénétiquement, laisse fortement supposer que ceux-ci sont de nature innée.

##### Peur des serpents
La peur innée des serpents chez l'humain est un mythe scientifique tenace. Il s'agit d'un thème récurrent chez Darwin ; celui-ci est le premier à remarquer que la peur des serpents est présente chez les singes. Dans son autobiographie[Laquelle ?] (p. 76) il déclare cette peur instinctive : « il lui (à l'enfant devenu adulte) serait aussi difficile de rejeter la croyance en Dieu qu'à un singe la peur instinctive du serpent ». Dans The Descent of Man [Laquelle ?](p. 74), Darwin prend comme argument pour justifier la descendance animale de l'homme le fait qu'il partage avec les singes la peur des serpents.
Le fait que les chimpanzés, en milieu naturel, ont pratiquement toujours peur des serpents, n'en fait pas une peur instinctive. R.A. Hinde remarqua que cette peur n'était pas présente chez les animaux élevés en laboratoire. Cette peur est transmise par observation ; un singe développera sa peur simplement en observant un autre singe avoir peur d'un serpent. Par contre, ce même singe ne développera pas de peur particulière envers un autre objet, comme une fleur, si on simule la peur d'un congénère envers cet objet. Eibl-Eibesfeldt, dans l'une de ses premières expériences, démontra que des enfants entre deux et quatre ans se saisissent d'un serpent tenu devant eux, en train de se tordre, mais l'évitent s'ils le voient onduler sur le sol. Bien que la peur des serpents ne soit pas plus innée chez l'humain, il est démontré que celui-ci possède une capacité innée à reconnaître beaucoup plus rapidement et efficacement la forme des serpents que celle de tout autre objet. Il en est de même pour les araignées.
Il existe ici deux mécanismes de déclenchement. Le premier, inné, est celui de l'imprégnation de la vermine, dont le stimulus clé est la peur d'un congénère orientée vers une vermine quelconque. Le second est un mécanisme empreint, dont le stimulus clé est la vue de la vermine en question. Il serait présumé que le mécanisme d'imprégnation est facilité, de façon innée, en ce qui concerne certaines vermines comme les serpents, les rongeurs ou les araignées, qui induisent des phobies courantes chez l'humain.

##### Peur des prédateurs
(4 novembre 2020).
- Si vous ne connaissez pas le sujet, laissez ce bandeau (vous pouvez alors contacter les auteurs).
- Si vous supprimez le contenu mis en cause (vous pouvez préalablement contacter les auteurs),

argumentez précisément cette suppression dans la page de discussion
(un manque de référence n'est pas un argument ; une recherche réelle de référence doit avoir été effectuée, être formellement documentée).

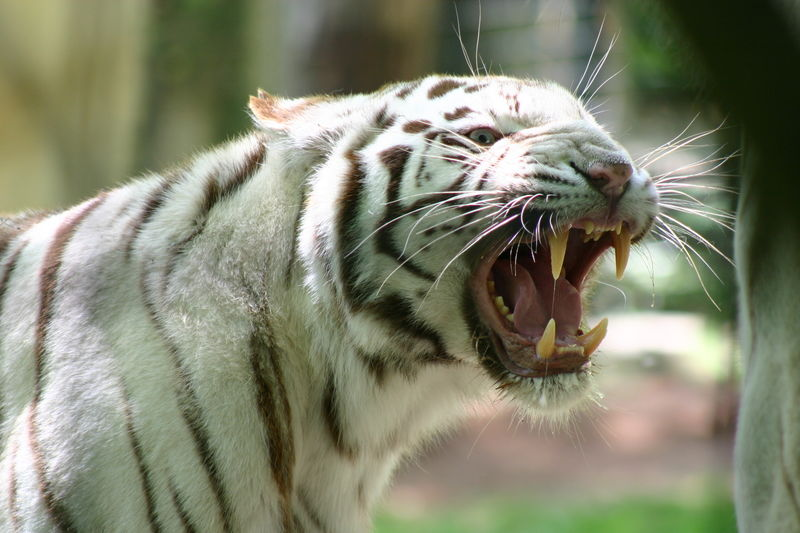
Tigre d'Asie, qualifié comme prédateur.

Si le critère d'horizontalité n'est pas respecté en ce qui concerne la peur des serpents (tous les humains n'ont pas peur des serpents), il en est tout autrement de la peur des prédateurs. En effet, la plupart des hommes seraient inquiet à la vue d'un tigre rugissant et montrant les crocs, et ceci, même s'il n'a jamais eu d'expérience personnelle négative avec un tel animal.[réf. nécessaire] De même, il est bien connu que la peur infantile la plus commune est celle du « monstre dans le placard », et qu'un jeu habituel, entre parent et enfant, consiste pour l'adulte à faire le monstre (courir tranquillement les bras tendus, la bouche ouverte, en montrant les dents et en grognant), et pour l'enfant à se sauver et à se cacher. Il faut également remarquer que ce genre de jeu de poursuite est pratiqué par pratiquement tous les mammifères, proies comme prédateurs.
Le cinéma d'horreur recense des dizaines d'années d'études et d'analyses minutieuses des éléments déclenchant la peur. Si les films usant de vermines quelconques tels les araignées, les rats, les serpents, les sangsues et autres n'obtiennent qu'un succès mitigé, un film comme Alien - Le huitième passager peut devenir un chef-d'œuvre du genre. Les stimuli déclencheurs clés identifiables et qui sont largement utilisés par l'industrie sont :
1. Une gueule remplie de crocs, bavant et grognant
2. Des griffes acérées
3. Un mouvement rapide et furtif dans le décor
4. Un animal ou un homme se déplaçant sournoisement en rampant
5. Un animal ou un homme se déplaçant par saccades

L'avantage évolutif du déclenchement de la peur par ces stimuli est évident. Le déplacement par saccades est causé par la trajectoire dynamique d'attaque du prédateur laissant croire que celui-ci est un point fixe. Pour la proie, le prédateur semble se déplacer par bonds sur la ligne de visée entre elle et le point où le prédateur fut aperçu pour la dernière fois.

##### Peur de l'obscurité
La peur du noir est une peur répandue chez les enfants et à un niveau spécifique, chez les adultes. La peur du noir n'est habituellement pas une peur du noir en lui-même, mais une peur de dangers possibles ou imaginés cachés par le noir.
 (2 novembre 2020).
- Si vous ne connaissez pas le sujet, laissez ce bandeau (vous pouvez alors contacter les auteurs).
- Si vous supprimez le contenu mis en cause (vous pouvez préalablement contacter les auteurs),

argumentez précisément cette suppression dans la page de discussion
(un manque de référence n'est pas un argument ; une recherche réelle de référence doit avoir été effectuée, être formellement documentée).
L'obscurité induit l'anxiété qui est une forme de peur non spécifique, l'attention n'étant pas concentrée sur un objet particulier mais diffuse. Rares sont les jeunes enfants qui échappent à la peur du noir et elle est habituelle, même chez l'adulte. Une légère augmentation de l'anxiété est inévitable et le contexte est important ; se promener dans la forêt la nuit n'induit pas la même anxiété que de se promener dans sa chambre. Cette augmentation de l'anxiété est également un mécanisme inné de protection contre les prédateurs. Il est nécessaire d'être plus vigilant à l'environnement (attention diffuse) la nuit pour remarquer un prédateur tapi dans l'ombre. Ici encore, l'avantage évolutif du déclenchement de la peur par ce stimulus est évident. Un stimulus déclencheur clé de la peur dans le contexte de l'obscurité est la présence soudaine de deux yeux luisants dans le noir.

##### Peur du vide
Se trouver en hauteur à proximité du vide produit une forme d'anxiété semblable à celle produite par l'obscurité. Ici aussi, l'avantage évolutif d'une augmentation de la vigilance par ce stimulus est évident.

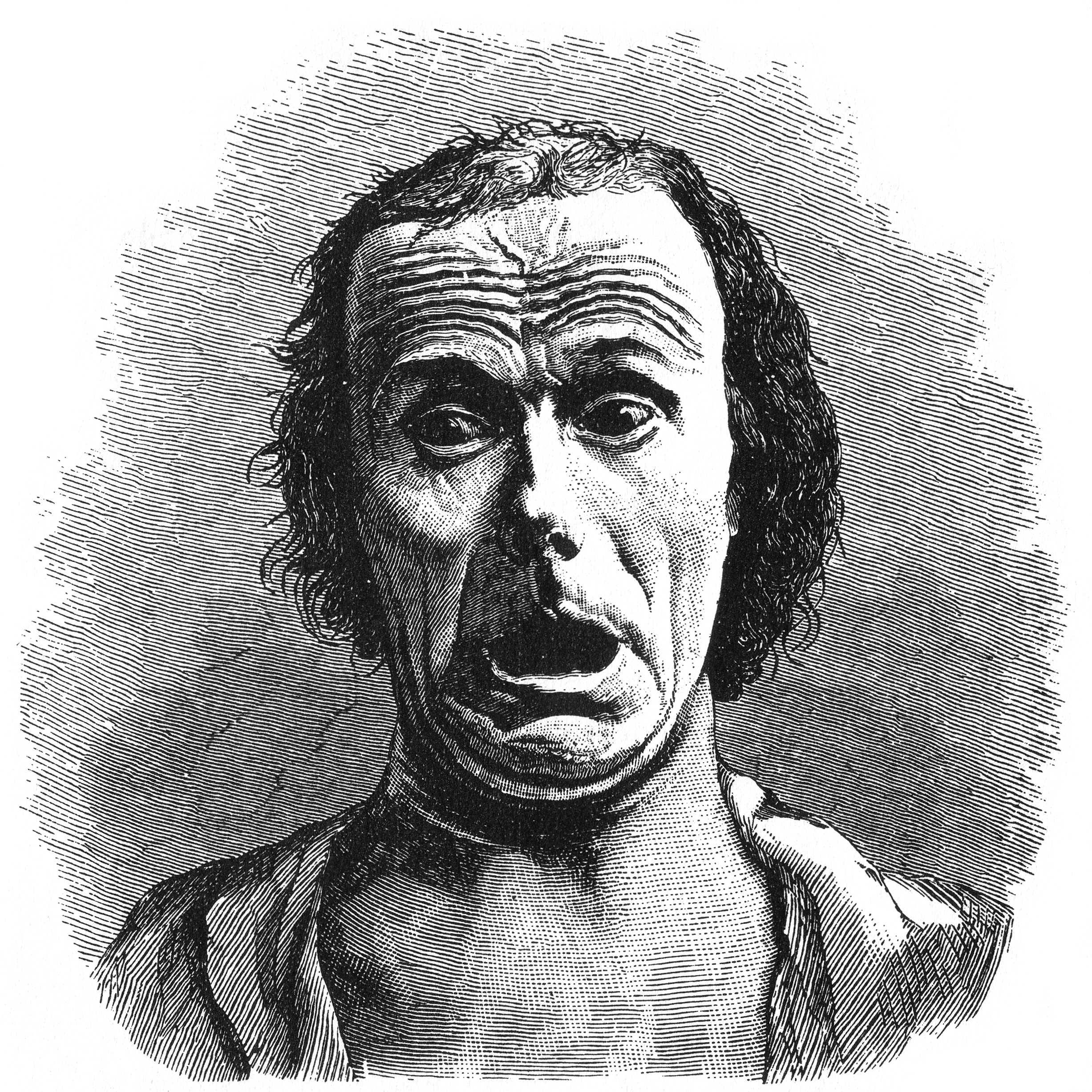
Expression faciale de la peur, tirée de Charles Darwin, The Expression of the Emotions in Man and Animals (1872), à partir d'une photographie du Dr Duchenne.

##### Peur de la perte et de la mort
La première raison d'être du comportement animal est de permettre à celui-ci de maintenir son intégrité physique et d'éviter de mourir . L'hématophobie et la peur panique des blessures avec épanchement de sang vont souvent de pair. Selon l'OMS, cette affection arrive au troisième rang des phobies les plus communes après celles des animaux et du vide[réf. nécessaire]. De tous les troubles anxieux il s'agit de celui avec la plus forte corrélation familiale ; près de 60 % de ceux qui en souffrent ont un membre de leur famille qui en souffre aussi et 3 % de la population dans son ensemble en est affecté. Il n'est donc pas difficile de comprendre pourquoi la simple vue d'une personne se faisant estropier ou tuer peut déclencher une peur panique incontrôlable. Les films d'horreur usent abondamment de scènes de démembrement et de tueries sanglantes.

##### Peur de la maladie

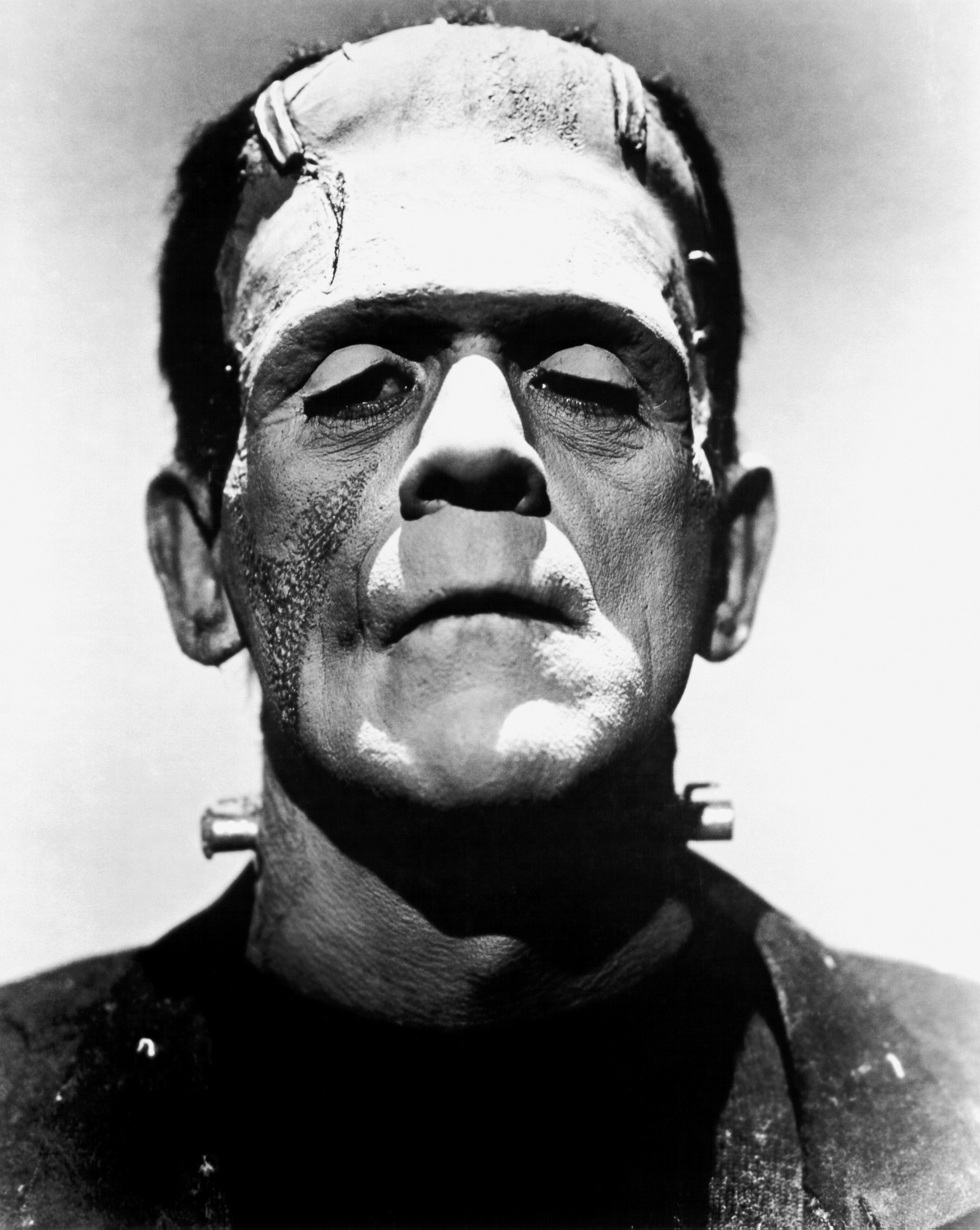
Le monstre de Frankenstein, judicieux mélange de mort et de démembrement, de maladie physique et mentale.

Les animaux sociaux excluent habituellement les animaux malades possédant des altérations visibles de leur pelage, plumage ou cuir. De même, la parade nuptiale oblige souvent l'animal à exposer les parties cachées de son corps, ceci étant un moyen efficace pour le partenaire de vérifier la présence d'anomalies. Chez les chimpanzés, Goodall décrit que ceux-ci rejettent violemment les membres du groupe déformés par la poliomyélite, ce comportement pouvant entrainer une mise à mort. Chez l'humain, la promiscuité provoquée par la civilisation a accéléré l'éclosion de nombreuses épidémies et a certainement contribué, par voie de sélection naturelle, au développement de cet instinct. Depuis l'aube de la civilisation, l'humain isole ou exclut les malades, comme simplement les léproseries. La présence d'anomalies comme les verrues ou les grains de beauté proéminents était utilisée comme critère par les inquisiteurs pour déterminer si une femme était une sorcière. De même, les films d'horreur regorgent de personnages difformes : sorcières aux doigts et au nez crochus, zombies et morts vivants contagieux, monstres de Frankenstein, etc. Chez l'humain, il y a également la peur de la maladie mentale comme les psychoses délirantes chroniques telle la mégalomanie ou la psychopathie sadique, caricaturés au cinéma, par les savants fous aux rires graves et tonitruants, et les tueurs en série ou sorcières perfides aux rires aigus et nerveux.

##### Peur du non identifié
Toute forme incompréhensible, comme une branche dans l'ombre ou dans le brouillard déclenche de l'anxiété et notre attention tente par tous les moyens de résoudre l'énigme (phénomène de l'inquiétante étrangeté). Cette réaction est normale, en cas de doute sur le danger, il vaut mieux s'abstenir et il est aisé de comprendre l'avantage évolutif de cette crainte. De même, des manifestations de l'inconnu sont courantes dans le cinéma d'horreur : extraterrestres, créatures d'outre-tombe, peuplades aux mœurs effrayantes, etc.
Pour Irenäus Eibl-Eibesfeldt, le mécanisme de rejet des malades et des comportements étranges s'inscrivent dans un instinct global de rejet des marginaux : « La réaction contre les marginaux semble bien être innée chez l'homme… Cette réaction est en outre universelle ». Il est par contre difficile d'établir si le rejet de la maladie et de la difformité et celui des comportements aberrants sont de natures différentes ou identiques, ces derniers pourraient appartenir à un mécanisme plus général permettant de différencier les membres du groupe, partageant les mêmes mœurs, des étrangers.

#### Reproduction

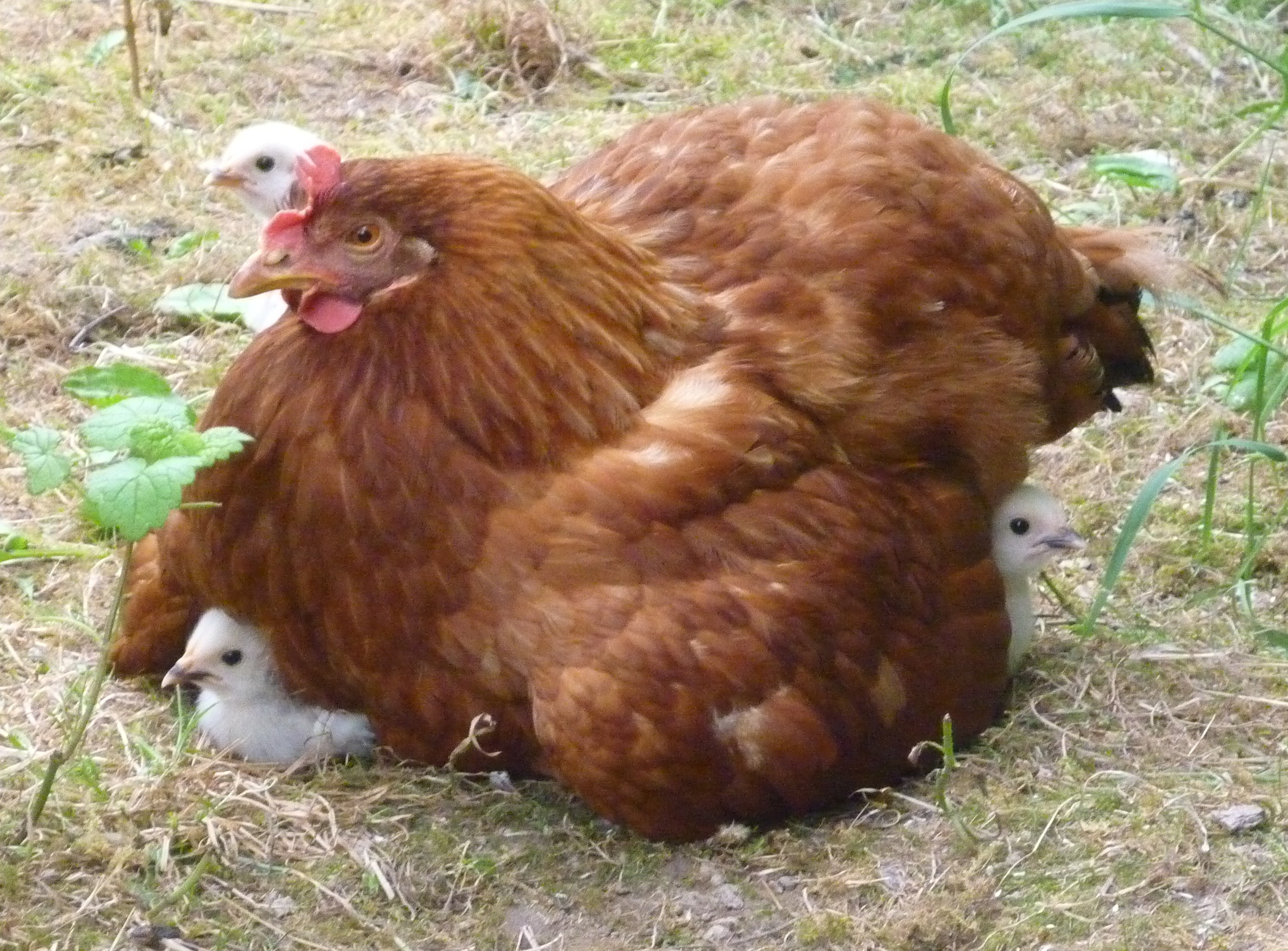
Poule domestique protégeant ses poussins sous ses ailes

Le terme instinct de reproduction dissimule, en fait, un grand nombre de comportements instinctifs différents qui conjointement permettent la reproduction de l'animal. Il peut y avoir : la parade nuptiale (cour ou période de séduction), la copulation, l'élevage de la progéniture chez les espèces prodiguant des soins parentaux et la formation du couple chez les espèces familiales. Si les premiers animaux pélagiques n'avaient qu'à déposer leurs gamètes (ovules et sperme) dans l'eau pour réaliser l'accouplement, la création de couples et l'élevage des petits nécessita l'apparition de comportements altruistes alors inexistant dans la nature. Ces nouveaux comportements, pour exister, durent trouver un moyen d'inhiber ou de détourner le seul comportement interindividuel existant à l'époque : l'agression. C'est ainsi qu'apparurent un ensemble de stimuli clés permettant d'inhiber l'agression des parents envers la progéniture. Chez les animaux supérieurs, il s'agit essentiellement de certaines proportions de la face (face plate, front bombé, grand yeux) et une tonalité nettement plus aigüe des cris
Si les soins parentaux prodigués par un parent seul permet d'augmenter le nombre de petits atteignant la maturité, le couple décuple cette réussite en partageant les tâches de protection des petits et de recherche de nourriture. Le couple apparaît ainsi chez les espèces produisant peu de petits par portée, l'importance de l'investissement parental étant inversement proportionnelle aux nombres d'œufs pondus ou de petits mis à bas par période de reproduction. Un taux de prédation élevé et une grande difficulté d'approvisionnement en nourriture favorisent également la création des espèces familiales.
La création du comportement de formation du couple se trouva confronté au même problème d'agression interindividuelle que celui de l'élevage de la progéniture, il fallait inhiber l'agression ou la détourner. Beaucoup d'espèces réutilisent les mécanismes inhibiteurs de l'agression inventés pour les soins parentaux entre les conjoints, d'autres préfèrent réorienter cette agressivité vers un ennemi commun, mais, en général, ils combinent ces deux types de mécanisme.

##### Stimuli clés du désir sexuel

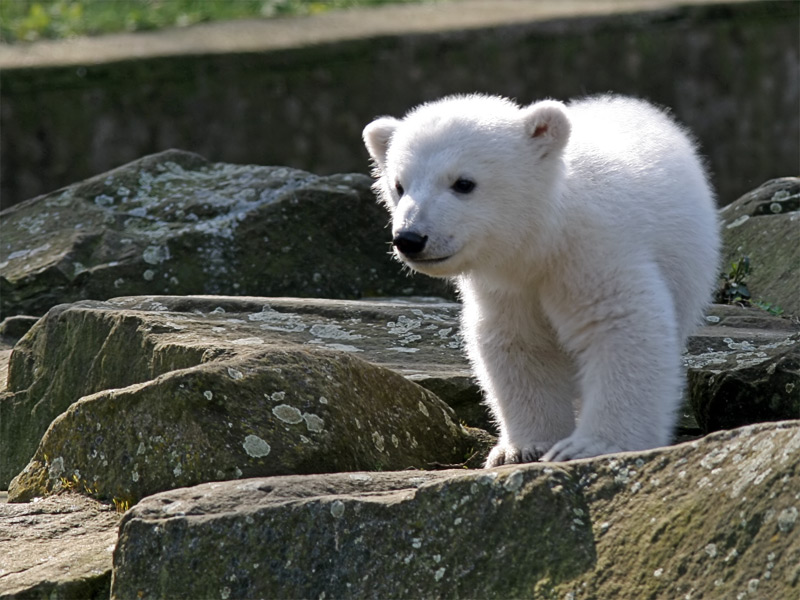
Stimulus clé déclencheur du mignon (inhibiteur de l'agressivité). Même un dangereux prédateur peut sembler mignon.

Chez la plupart des espèces sociales, les stimuli permettant la reconnaissance entre les sexes sont appris par imprégnation. Seuls quelques stimuli déclencheurs de base permettent d'orienter le mécanisme d'imprégnation vers l'image du sexe opposé. L'évolution naturelle a sélectionné ce type de mécanisme souple car s'il était rigide, la morphologie de l'espèce ne pourrait changer et elle deviendrait ainsi atavique. De l'autre côté, le mécanisme d'imprégnation doit être assez rigide de manière à éviter que mâle et femelle ne soient pas objet de désir mutuel. Il est à noter que l'instinct de reproduction est tellement complexe qu'un animal ayant une empreinte sexuelle sur un objet hors norme n’a pas nécessairement la même empreinte dans d’autres domaines de son comportement, comme les luttes rivales ou tout autre comportement social. Chez l'homme, Freud a montré dans ses Trois essais sur une théorie de la sexualité (1905), que l'orientation sexuelle peut concerner directement l’objet du désir ou des manières détournées de s’y prendre pour le satisfaire ; en y exposant l'ensemble des orientations d'objet rencontrés en clinique, il démontre que le désir peut se fixer sur n'importe quel objet, et que les mécanismes qui y ont mené viennent d'un vécu inconscient dans l'enfance susceptible d’agir tout au long de l’existence. Il est important de noter que l'homosexualité, beaucoup plus fréquente que les déviances d'objet, est habituelle en nature et extrêmement fréquente en captivité chez pratiquement toutes les espèces animales. Chez le chimpanzé commun, l'homosexualité est courante et chez le singe bonobo, une bonne moitié des activités sexuelles se déroulent entre partenaires du même sexe.
En combinaison avec l'imprégnation et nécessaire à celle-ci, il existe des stimuli clés du désir sexuel chez l'humain ; le phénomène d'hyperstimulus permet de les révéler. Chez la femme, les seins, les jambes et les hanches sont des stimuli clés. Le rallongement des jambes, l'élargissement des hanches et le développement des seins caractérisent, morphologiquement, le passage à la maturité sexuelle chez la femme. Il en est de même pour la voix grave de l'homme, le développement de sa musculation, l'élargissement des épaules et le développement de sa pilosité faciale. Le rallongement artificiel des jambes féminines, jusqu'à des proportions déraisonnables, fut largement utilisé par l'industrie publicitaire pour séduire les consommateurs. De même, l'usage de faux cols et de corsets fut pratiqué, à plusieurs époques, pour exacerber les formes féminines jusqu'à des proportions encore plus déraisonnables. Il en est de même pour la mise en valeur de la poitrine par des décolletés plongeants ou l'usage de soutiens-gorge exagérant la taille et la forme. Depuis la fin du XIXe siècle, une des chirurgies les plus courantes est l'augmentation mammaire et l'usage de talons hauts permettant de mettre en valeur les jambes et le postérieur est habituel. Chez l'homme, le culturisme permet une hypertrophie musculaire surprenante et la voix grave est souvent exagérée lors de la séduction. Une coordination héréditaire utilisée lorsqu'une femme ou un homme croise une personne qui lui plait consiste à bomber le torse, cela permet à l'homme de révéler la largeur de ses épaules et à la femme ses seins. Un déhanchement exacerbé peut également être utilisé par la femme.
L'obéissance de ces stimuli à la règle d'hyperstimulation, leur relation évidente à la maturité sexuelle biologique et l'association de ceux-ci à des coordinations héréditaires permet de supposer fortement ces stimuli comme étant des déclencheurs innés de l'excitation sexuelle. Ils sont également probablement impliqués lors du processus d'imprégnation sexuelle.
Dans Le singe nu (1968), Desmond Morris explique l'hypertrophie des seins des femmes, phénomène unique chez les primates et exceptionnel chez les mammifères, par la réutilisation du déclencheur sexuel que sont les fesses et leur projection vers l'avant du corps ; c'est le passage à la station verticale qui aurait propulsé ce changement. De même, les lèvres charnues de la bouche, autre phénomène exceptionnel chez les primates et les mammifères en général, serait la réutilisation du stimulus déclencheur du sexe féminin de couleur rouge vif ou pourpre lors de l'excitation sexuelle ; couleur justement favorite des rouges à lèvres. Le phénomène contemporain de l'injection de collagène semble donner raison à Morris, les lèvres obéissant également au mécanisme d'hyperstimulus.

### Acte et comportement instinctif
L'acte instinctif se définit par la formule de Nikolaas Tinbergen : Acte instinctif = stimulus clef + coordination héréditaire + taxie. Cette définition entraîne plusieurs choses :
1. Les actes instinctifs constituent la majorité des comportements de la plupart des animaux ;
2. Ils se raréfient chez les animaux supérieurs pour devenir pratiquement absents chez l'homme ;
3. La composante taxie permet de distinguer les réflexes (générés par le rachis) des actes instinctifs (générés par le cerveau).

Un réflexe, comme le retrait automatique de la main en cas de brûlure, n'est pas un acte instinctif, car le mouvement ne change pas en fonction de la direction du stimulus. Par contre, le mouvement automatique de rotation de la tête en cas de bruit soudain, ou celui du sursaut de peur (ontogénétiquement dérivé du réflexe de Moro), est un acte instinctif, car la tête s'oriente vers le stimulus dans le premier cas, et le corps s'éloigne de celui-ci dans le second. Chez l'humain, le contrôle volontaire permet d'inhiber les actes instinctifs comme le salut des yeux, mais nécessite une attention constante. L'humain possède un tel contrôle volontaire qu'il peut même résister à ses réflexes, comme en laissant délibérément sa main sur le feu. Si chez l'humain l'acte instinctif est très rare, le terme de comportement instinctif permet de décrire l'ensemble des comportements génétiquement déterminés pouvant être modulés, dans une certaine mesure, par la culture. Toutes les activités biologiques fondamentales comme la miction, la défécation, la nutrition, le toilettage et autres sont innés. L'homme n'apprend pas à uriner, déféquer, manger ou à se toiletter mais la manière dont il doit le faire au sein de sa socioculture. Le bébé sait instinctivement comment manger, il est capable, après rodage moteur, d'apporter la nourriture à sa bouche avec ses mains, de goûter et de cracher ce qu'il n'aime pas, il sait instinctivement mâcher et déglutir mais il ne sait pas utiliser une fourchette. De même, si la toilette semble une activité totalement apprise, le fait qu'il s'agit de la manifestation névrotique la plus courante démontre le contraire. En effet, si chez l'humain, le lavage compulsif des mains est la névrose la plus courante, le toilettage compulsif est également celle des animaux domestiques (chiens et chats névrosés).

### Motivations, appétences et émotions

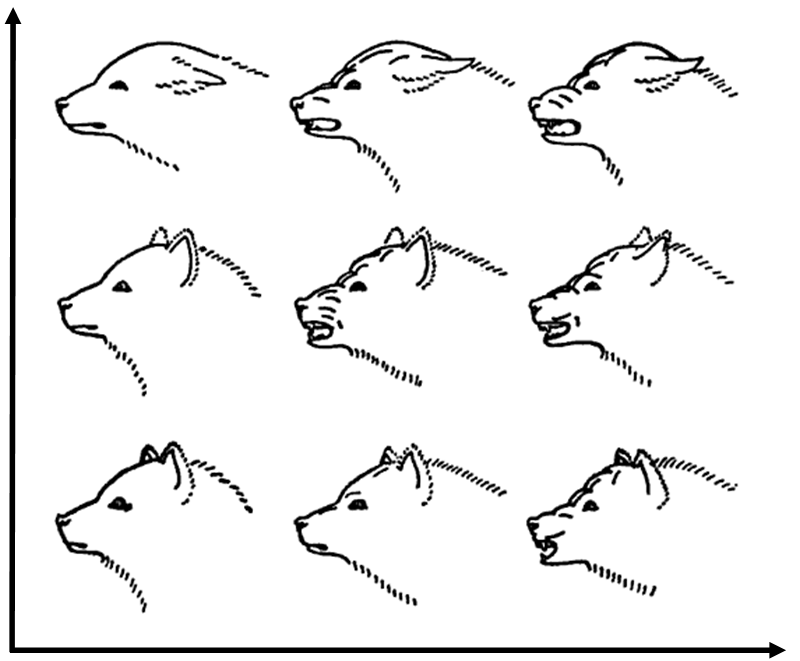
Superposition de motivations antagonistes (peur en ordonnée et agressivité en abscisse), d'après Irenäus Eibl-Eibesfeldt, 1970, inspiré de Konrad Lorenz, 1952.

Les psychanalystes utilisent le concept de pulsions et pas celui d’instinct, même si le terme pulsion a pu être mal traduit par instinct dans les écrits anglo-saxons. Les éthologues adoptent habituellement le terme motivation pour désigner l'équivalent de la pulsion chez l'animal. En effet, les motivations sont beaucoup plus diversifiées et particulières et concernent toujours des activités biologiques objectives. Le terme appétence désigne le domaine comportemental (trophylactique, prophylactique, reproduction…) alors que la motivation exprime le degré de manifestation de l'appétence ou de l'émotion. Avant les découvertes de Konrad Lorenz, un comportement comme la chasse chez l'animal était considéré déclenché par la pulsion de faim ; la satisfaction de celle-ci par l'ingestion d'une proie mettait fin au comportement. C'est en observant son étourneau domestique chasser des mouches imaginaires que Konrad Lorenz eu sa révélation ; la chasse n'est pas déclenchée par la faim puisque l'étourneau est bien nourri, pas plus que par la présence de mouches, elle s'exécute à vide sous la pression d'une motivation endogène autonome.
C'est l'existence de ce facteur endogène qui distingue l'appétence de l'état motivationnel, plus couramment appelé émotion chez l'humain. En effet, le changement émotionnel est toujours déclenché par un stimulus externe, alors que l'appétence l'est par un mécanisme physiologique interne. La capacité d'imagination de l'humain lui permet de générer, par lui-même, des stimuli provoquant des émotions. Par exemple, se remémorer certains événements tristes ou contrariants ou anticiper de tels événements peut produire des changements émotionnels ; ceux-ci pouvant activer, réciproquement, une production de pensées et d'images tristes et contrariantes. Il existe six émotions primaires, phylogénétiquement très anciennes, partagé avec des animaux très éloignés de l'humain, soit : la joie, la tristesse, la peur, la colère, la surprise et le dégoût ; elles sont déjà toutes présentes chez le bébé de six mois. Konrad Lorenz a remarqué que les oies qui avaient l'air tristes étaient précisément celles qui avaient vécu des choses difficiles comme le deuil de leur conjoint ; la capacité de l'humain à reconnaitre leur tristesse permet de présumer de l'ancienneté de cette émotion. Il en est de même pour la peur et la colère que, fort heureusement, l'humain reconnait toujours chez les autres mammifères.

#### Difficulté de l'étude des motivations
Konrad Lorenz fit remarquer la difficulté de théoriser sur les motivations car elles représentent des mécanismes intérieurs ne pouvant manifester objectivement leurs présences que par les actes à vide. C'est pour cette raison qu'il s'intéressa particulièrement aux espèces comme certains cichlidés sur lesquels plusieurs taches sombres peuvent apparaître selon leurs états motivationnels. Le modèle originel de Lorenz était relativement simple, la motivation augmentait progressivement jusqu'à atteindre le seuil de déclenchement à vide et s'exécutait alors spontanément. Lorenz et Tinbergen menèrent plusieurs expériences et mirent en évidence que le seuil d'activation face à certains stimuli déclencheurs était inversement proportionnel à la motivation ; plus la motivation augmente, moins le stimulus déclencheur doit être précis pour déclencher le comportement, l'acte à vide étant l'extrême limite de ce phénomène. De plus, Nikolaas Tinbergen remarqua que l'acte à vide peut être remplacé par une activité de substitution permettant à l'animal d'évacuer la motivation sans réaliser le comportement attendu ; le toilettage est le déversoir le plus habituel.
Par contre, cette théorie simple ne permet pas de développer des modèles mathématiques précis du comportement lorsque plusieurs motivations sont en jeu. Par exemple, en cas de conflit motivationnel chez le chien entre la peur déclenchant le comportement de fuite et l'agressivité le comportement d'attaque, comment établir la fonction de probabilité du déclenchement d'une attaque ? Ici, seules des théories mathématiques complexes comme la théorie des catastrophes de René Thom, utilisée par Erik Christopher Zeeman permettent de créer de bons modèles.

##### Désir d'objet ou appétence?
La capacité d'apprentissage permet aux animaux de considérer certains objets comme possédant une valeur intrinsèque, par exemple, l'ouverture des bouteilles de lait chez les mésanges et la transmission culturelle de ce comportement pourrait faire croire, naïvement, que celles-ci possèdent une appétence innée de recherche de bouteilles de lait. Il en est de même chez l'humain en ce qui concerne certaines appétences comme le controversé instinct maternel, décrié par Élisabeth Badinter. Si cette appétence est limitée au désir de procréer, il est clair qu'une telle appétence innée n'existe pas chez l'humain, pas plus que chez les autres animaux ; les appétences sexuelle, de formation du couple et d'élevage de la progéniture sont suffisantes en nature. Il n'existe aucune connaissance innée du lien de causalité entre la sexualité et la procréation, ceci étant clairement démontré par l'existence des différents mythes de la procréation. Par contre, que l'enfant soit un objet de désir provoqué, entre autres, par les stimuli clés du mignon est difficilement contestable.

#### Différentes formes de l'appétence
Les appétences les plus connues sont la libido et les appétences trophylactiques ; elles orientent respectivement l'attention vers la recherche d'un partenaire sexuel, ou celle de nourriture et d'eau. L'appétence de contact social oriente l'attention vers la recherche d'un partenaire pour s'épouiller mutuellement ou discuter, l'appétence prophylactique vers un idéal de propreté résolu par des comportements de toilettage ou de nettoyage, l'appétence exploratoire, quant à elle, pousse l'animal à une simple activité déambulatoire lui permettant de connaître son territoire et de le marquer. L'appétence peut être présente selon une intensité variable ou absente ; les troubles psychologiques sont en général associés à des dérèglements de l'appétence. Les appétences trophylactiques sont régulées dans l'hypothalamus par les centres de la soif et de la satiété de même que les hormones sexuelles, source de la libido, par le complexe hypothalamo-hypophysaire. L'amygdale semble jouer un rôle important dans la régulation de l'appétence de socialisation alors que le système septo-diencéphalo-mésencéphalique serait responsable de l'appétence exploratoire.
Plusieurs pathologies et handicaps psychologiques affectent l'appétence sociale ; les schizophrènes, les dépressifs et les individus atteints de troubles autistiques ont souvent une tendance à l'évitement des contacts sociaux. Par contre, un maniaco-dépressif en phase maniaque manifestera une appétence incontrôlée pour la socialisation. Les mécanismes neurologiques sous-jacents commencent à peine à être compris ; les voies nerveuses endorphiniques et les récepteurs opioïdes de type mu jouent un rôle important dans l'acceptation du rejet social alors que certaines voies serotinergiques sont responsables de l'appétence sociale proprement dite. La paranoïa est un dérèglement de l'appétence de protection, si nécessaire dans la nature sauvage, permettant à l'animal de prendre des mesures de protection aussi essentielles que de ne pas tourner le dos à un rival. Le lavage et le nettoyage compulsif définissent une des trois catégories des troubles obsessionnels compulsifs : lavage (mains, corps, linge, maison), vérification (porte, gaz) et accumulation-collection (journaux, déchets) ; chacune de ces catégories constitue une appétence particulière ayant des fondements biologiques profonds. Que ce soit un castor qui vérifie son barrage ou un humain qui vérifie s'il a bien éteint son feu, que ce soit un écureuil qui accumule des noix ou un humain qui engrange son blé pour l'hiver, les nécessités évolutives à l'origine de ces comportements sont les mêmes. Les troubles obsessionnels compulsifs seraient causés par un dérèglement de la régulation du glutamate dans le circuit corticobasal, comprenant le cortex orbitofrontal, le cortex cingulaire antérieur, le thalamus et le striatum.

#### Manifestations culturelles des appétences
Konrad Lorenz fit remarquer que les appétences culturelles ressemblent à de simples manifestations des appétences biologiques,. Par exemple, l'appétence exploratoire serait à l'origine de l'amour des voyages mais également de celle de la connaissance par déplacement du territoire concret au territoire abstrait du savoir ; cette appétence serait le moteur de la recherche scientifique. Il est possible de distinguer l'appétence exploratoire déambulatoire, sans véritable objectif, de l'appétence de recherche. La première entrainerait les comportements concrets de la marche et du voyage mais également le voyage dans des mondes imaginaires comme les romans, le théâtre ou le cinéma. La seconde serait à l'origine de comportements concrets comme la recherche des clés perdues ou la chasse aux aubaines, un des moteurs de notre système économique fondé sur la consommation ; l'appétence d'accumulation serait quant à elle un des moteurs du capitalisme.
Certains comportements obsessifs compulsifs comme l'hyperreligiosité sont maintenant catégorisés dans le lavage compulsif. En effet, ces comportements sont associés au « lavage » des pêchés, à la « purification » de l'âme, soit un déplacement de l'appétence concrète du lavage à l'abstraction qu'est la moralité. Ce type de pathologie combine souvent une peur de la « faute » ou de l'« erreur » soit un trouble de l'appétence de vérification ; ceci met en évidence que plusieurs appétences peuvent s'associer pour générer un comportement.
L'appétence de vérification, semblant si étrange, semble être le moteur de la planification ; elle pousse à planifier les actions avant la réalisation. Elle pousse également à rechercher les erreurs dans notre planification et à corriger notre modèle d'action ; elle permet de réfléchir avant d'agir. Elle semble extrêmement proche de l'appétence de protection dont elle doit dériver.

#### Appétences de domination, de soumission et de réalisation
La psychanalyse, fondée par Freud, a étudié en profondeur l'appétence sexuelle (libido) soit son ontogenèse et ses distorsions ; la névrose est principalement interprétée comme une distorsion de cette appétence ou de sa manifestation. Par contre, la psychologie Adlérienne pointe du doigt d'autres appétences : une déformation de la vanité et de la culpabilité ainsi que de la réalisation, sous la forme de la tâche exaltée, termes introduits par Paul Diel. Diel remarqua que ce qu'il nomme la psychose non organique et qu'il considère comme l'ultime détérioration psychique, stade supérieur de la névrose, se caractérise par deux postures catatoniques stéréotypées : la posture de vanité soit avoir l'air prétentieux avec le nez en l'air et la posture de culpabilité consistant à courber les épaules et le cou en regardant le sol. Ces coordinations héréditaires sont caractéristiques des dominants et des dominés chez tous les singes catarhiniens (singes de l'ancien monde) et leur origine est donc extrêmement ancienne soit plus de 25 millions d'années (forme fossile africaine de l'aegyptopithecus).
Les relations sociales chez les singes sont régulées par le statut, les dominants ayant accès aux ressources nutritionnelles et reproductives alors que les dominés, pour y avoir accès, doivent démontrer leur soumission par des comportements de service tel le toilettage, l'offrande, le travail et autres. Ainsi, le singe dominé peut espérer avoir accès aux ressources en entrant dans les bonnes grâces des dominants ; l'appétence de soumission oriente donc l'attention vers la satisfaction des désirs des dominants. À l'inverse, l'appétence de domination oriente l'attention vers l'exigence de servitude. Il est facile de concevoir que l'échec du comportement de soumission à l'atteinte des objectifs de réalisation dans les sphères de la nutrition, de la reproduction ou de la socialisation produit une révolte ; le dominé essaye de devenir dominant, tâche potentiellement vouée à l'échec. L'alternance pathologique de comportements de soumission et de domination est une caractéristique fondamentale de la nervosité ; ces comportements pouvant prendre une forme imaginaire. La fabulation, mécanisme psychique consistant à s'imaginer dans des situations de domination culturelle tel un chanteur populaire devant une foule, un grand artiste, un grand scientifique, un grand religieux ou simplement un gagnant de loto, peut se cristalliser sous la forme d'une tâche exaltée, toutes les ressources psychiques sont alors investies dans la fabulation, il y a alors névrose.
La psychologie Adlérienne permet de reconsidérer l’hystérie féminine, très étudiée à l’époque (trouble de la personnalité histrionique) comme étant l’expression exagérée et déformée de la quête de dominance par la séduction et la sexualité ; dernier espace de pouvoir de la femme victorienne. Selon la conception adlérienne, il faut considérer la culpabilité comme la manifestation phénoménologique d'une mesure de l'inadéquation du comportement dans les sphères de la nutrition, de la reproduction ou de la socialisation en fonction de la socioculture et de ses structures hiérarchiques de dominance. L'inadaptation des fonctions cognitives supérieures semble activer des mécanismes primitifs, ceux-ci s'avérant encore plus inadaptés, entrainent une culpabilité croissante et une inadaptation croissante ; la névrose. Dans cette théorie, le traumatisme n'est que l'étincelle à la source de la première défaillance comportementale ayant conduit, par rétroaction positive, à la névrose. Paul Diel considérait la délinquance et ses manifestations (violence, toxicomanie, défi de l'autorité, etc.) comme une forme névrotique particulière.

##### Aspects sociologiques
Sous l'influence originale de Karl Marx, l'importance prise par les structures hiérarchiques de dominance (classes sociales) dans la sociologie moderne est indiscutable. Des études récentes ont mis de l'avant les corrélations entre le niveau d'inégalité sociale et les problèmes sociaux comme la maladie mentale, l'obésité, les maladies cardiovasculaires, le décrochage scolaire, la toxicomanie, les grossesses précoces, la criminalité et le taux d'incarcération, la protection de la jeunesse et le suicide. Les causes psychologiques de ces troubles peuvent venir de l'augmentation globale du stress dans les sociétés inégalitaires mais comme déjà esquissés, ces mécanismes sont extrêmement complexes.

##### Endocrinologie de la dominance
Diverses études ont montré que la testostérone diminue l'empathie, augmente l'agressivité, l'affirmation de soi et les comportements visant la domination d'autrui. Les hauts scores de dominance, mesurant certains traits caractéristiques de la dominance, sont associés à des concentrations élevées de testostérone chez l'homme et la femme comme chez l'animal (poules, rats ou singes). Chez l'humain, comme chez le macaque, les femelles dominantes donnent naissances à plus de garçons que de filles. L'influence de la testostérone, in utero, affecte l'ensemble du comportement ainsi, une fille ayant un frère jumeau risque d'être plus « masculine ». De même, les enfants exposés à des concentrations élevées d'androgène in utero réagissent plus agressivement que leurs frères et sœurs,.

#### Appétences altruistes
Tous les comportements et appétences exposés jusqu'à présent justifient leurs existences par les avantages adaptatifs directs qu'ils procurent ; en ce sens, leur existence valide la théorie de la sélection naturelle de Darwin. Les appétences trophylactiques permettent de maintenir l'organisme en vie, l'appétence sexuelle permet sa reproduction, l'appétence prophylactique permet de prévenir les infections, les appétences de protection les blessures, l'appétence exploratoire permet de connaître et de marquer le territoire de manière à garder la mainmise sur les ressources, les appétences de soumission et de domination permettent également d'obtenir des ressources nutritionnelles et sexuelles. La théorie Darwinienne classique permet également d'expliquer l'instinct grégaire comme les comportements des troupeaux. Il en est de même des comportements altruistes au sein de la famille nucléaire, les soins aux petits permettent une augmentation directe du taux de reproduction et l'altruisme entre conjoints permet une augmentation indirecte via les soins apportés par le conjoint à sa propre progéniture. Par contre, la théorie de Darwin échoue lamentablement pour expliquer l'existence de l'altruisme entre membres de la famille étendue comme entre frères et sœurs ou celui des tantes et oncles envers leurs neveux et nièces. Des échanges de nourritures et de services sont observés dans l'ensemble du règne animal et ils caractérisent les niveaux supérieurs de la socialisation ; les cas les plus extrêmes étant observés chez les hyménoptères sociaux comme les fourmis, les abeilles et les guêpes. Avant 1964, l'existence de l'altruisme dans la nature était le contre exemple le plus frappant mettant en mal la théorie néo-darwinienne classique ; l'altruisme ne pouvait pas exister dans la nature.
Le renouvellement de la théorie darwinienne permettant d'expliquer l'existence de l'altruisme fut réalisé par plusieurs chercheurs dans le courant baptisé sociobiologie. Ces travaux sont les plus récompensés de l'histoire de la biologie moderne et ils permettent de considérer maintenant la théorie darwinienne comme complète ; aucun phénomène biologique ne semble maintenant inexplicable par la théorie.

##### Endocrinologie de l'altruisme
L'ocytocine est connue depuis longtemps pour favoriser l'attachement de la mère à ses enfants, augmenter les contractions de l'accouchement, la lactation ainsi que l'intensité de l'orgasme ; elle est également bien connue pour favoriser la générosité et la quiétude au sein du couple. Des travaux récents ont permis de mettre en évidence son influence sur les comportements altruistes dans les groupes : elle augmente l’altruisme au sein d'un groupe tout en augmentant la malveillance envers les autres groupes,. De même, si l'ocytocine permet d'augmenter les interactions sociales des autistes légers, elle active également la capacité de distinction entre les « gentils » joueurs et les « méchants » joueurs ; les autistes étant normalement incapables d'effectuer cette distinction. Ces mécanismes physiologiques sont parfaitement en accord avec la sociobiologie et l'équation de Price (voir la sélection de groupe).

### Comportements complexes
La notion de comportements complexes désigne des comportements ne pouvant pas aisément se décomposer dans les éléments plus simples exposés (coordinations héréditaires, stimuli déclencheurs, appétences). La plupart de ces comportements ne retrouvent pas d'équivalent chez l'animal et constituent donc, dans ces cas, des instincts typiquement humains. De plus, ces comportements caractérisent ce qui est souvent considéré comme des traits purement culturels comme la gastronomie. En effet, l’existence de la gastronomie n'est possible que par l'existence de l’instinct nutritionnel. Ici, la culture ne joue qu'un rôle de décoration du comportement instinctif. La gastronomie est l'infini des possibles dans le domaine contraint par l'instinct trophylactique.

#### Adaptabilité et la différence humaine
Les anthropologues ont largement adopté la thèse de Leroi-Gourhan établissant la différence humaine à l'existence de la main permettant celle de l'artefact et au développement de la parole. Sur le plan éthologique, cette différence est fondamentalement la possibilité de créer de nouveaux gestes, c'est-à-dire, de posséder un registre comportemental n'étant pas rigide mais pouvant être appris et modifié. Sur le plan anatomique, cette différence provient essentiellement du cortex moteur qui est, de façon exceptionnelle, directement couplé aux muscles. Si le cortex moteur d'un rat est endommagé, ce premier ne manifestera pas forcément un déficit moteur sensible, par contre, le même traumatisme subi par un humain le paralysera assurément. La deuxième grande différence anatomique est notre lobe frontal hypertrophié, siège du surmoi et de la culpabilité, recevant la majorité des connexions en provenance des structures archaïques du cerveau. Nos appétences ne se manifestent pas sans contrôle, elles doivent préalablement traverser le filtre de la régulation sociale ; la taille disproportionnée de notre front révèle l'importance de savoir contrôler ses « instincts » en société. Par exemple, le contrôle de la peur s'effectue dans le lobe frontal, bien que celle-ci soit toujours ressentie par le système limbique, même lorsqu'il n'y a plus d'inhibition consciente.
D'autres zones corticales sont hypertrophiées par rapport à leurs équivalents chez le singe comme les aires de Broca et de Wernicke responsables respectivement de la production et de la compréhension du langage. La plasticité cérébrale du néocortex permet une délocalisation des aires cérébrales, les unités élémentaires du cortex, les colonnes corticales sont des systèmes génériques pouvant être utilisés pour toutes sortes de tâches ; une aire endommagée pourrait être remplacée par une autre. Par contre, cette plasticité est limitée dans le temps et dans l'espace et la maturation correcte du système nerveux nécessite des stimulations appropriées au bon moment. Par exemple, le masquage d'un œil d'un nourrisson peut conduire à une cécité irréversible. De même, les rares cas d'enfants élevés par les loups et rééduqués n'ont jamais pu apprendre à parler et à se comporter normalement, ne serait-ce que de marcher correctement.
L'apprentissage du langage nécessite une interaction entre les parents et le nourrisson, l'exagération de la prononciation, le langage monosyllabique, la stimulation de la marche et tous les comportements de « bon élevage » sont nécessaires à l'apprentissage de ces comportements. Ainsi, l'instinct se manifeste au niveau de cette dynamique parent-enfant décomposable en un ensemble complexe de comportements instinctifs de méta-communication ; nous ne sommes pas seulement conçus pour devenir humains mais également pour l'enseigner.

#### Instinct et contrôle de l'attention
Le dilemme opposant les « nativistes » aux « environnementalistes » réside dans la difficulté de concilier des comportements innés avec une capacité d’acquisition et une adaptabilité extraordinaires. En fait, il faut simplement considérer que le cerveau primitif influence le comportement, mais ne le dirige pas. C'est via le lobe pré-frontal que le cerveau primitif peut contrôler l'attention, mais le conscient a presque toujours le dernier mot. Par exemple, un homme peut être tenté de tourner la tête pour regarder une belle femme, par contre, le conscient peut lui permettre de résister à la tentation. Ainsi, la plupart des comportements instinctifs utilisent la même voie nerveuse que la publicité pour influencer le comportement. Le fait que vous choisissez tel produit plutôt que celui-là est en partie dû au fait que votre mémoire limbique a associé l'image du produit à des images positives sur le plan de la santé corporelle, de la séduction, de la socialisation ou plus généralement à une caractéristique innée positive ou agréable, ne serait-ce qu'un gentil chiot avec ses stimuli déclencheurs innés du mignon. Ainsi, la publicité permet de diriger préférentiellement l'attention vers certains produits plutôt que d'autres. Il est tentant de croire que nous sommes des consommateurs libres et rationnels, malheureusement, il s'agit également de ce que les publicitaires veulent que vous croyiez.
Notre libre-arbitre n'est pas plus menacé par nos instincts qu'il ne l'est par la publicité. Par contre, il ne faudrait surtout pas minimiser leurs influences ; ils agissent de façon inconsciente et il est impossible d'exercer un contrôle efficace sur ceux-ci. De plus, s'il est possible de fuir la publicité, il est par contre impossible de fuir ses instincts. Pour certains auteurs, la conscience est le mécanisme physiologique de l'attention et où se pose l'attention se pose la conscience. Ainsi, selon cette optique, l'influence inconsciente de l'instinct sur la conscience est majeure.

#### Fondations de la psychologie évolutionniste

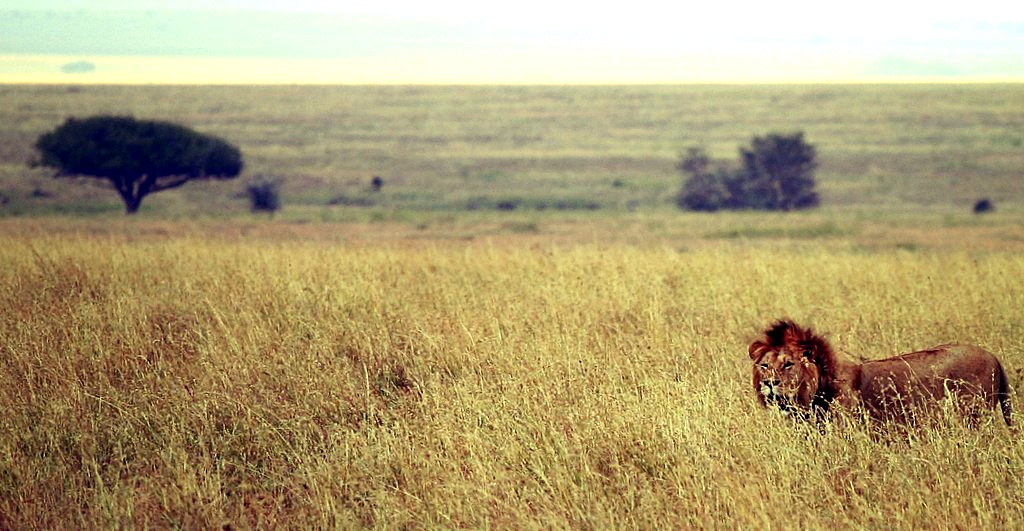
Aimeriez-vous être plus proche de l'arbre ?

La psychologie évolutionniste se fonde principalement sur l'écologie comportementale, elle pose comme postulat fondamental que les instincts typiquement humains sont le résultat de l'évolution de l'homme dans les conditions écologiques particulières de la savane africaine. Cette hypothèse fut exposée dès 1982 par Balling et Falk ; ils demandèrent à des individus de différents âges d'indiquer quel paysage ils préféraient parmi des photos de différents écosystèmes,. La savane africaine est la préférée des jeunes enfants et cette préférence décroît avec l'âge. Il est ici possible de voir comment l'instinct peut influencer nos choix et se faire progressivement remplacer par la culture et les expériences personnelles.
Plusieurs auteurs ont reproduit et développé cette expérience,,, et il est donc affirmé que si la végétation de la banlieue et des parcs de toutes les grandes villes reproduisent autant la savane africaine ceci n'est pas le fruit du hasard. Probablement que si les humains avaient évolué dans le désert ou les marais nos préférences en matière d'environnement naturel seraient très différentes ; l'humanité aurait alors troqué les arbres pour de petits étangs ou les étendues plates d'herbes par du sable. Même la présence d'arbres en ville semble étudiée pour répondre à l'heuristique de protection : « ne jamais être trop éloigné d'un arbre ». En effet, cette règle toute simple permettait aux premiers hominidés de trouver rapidement un abri contre les prédateurs.

#### Fondations de l'anthropologie bioculturelle

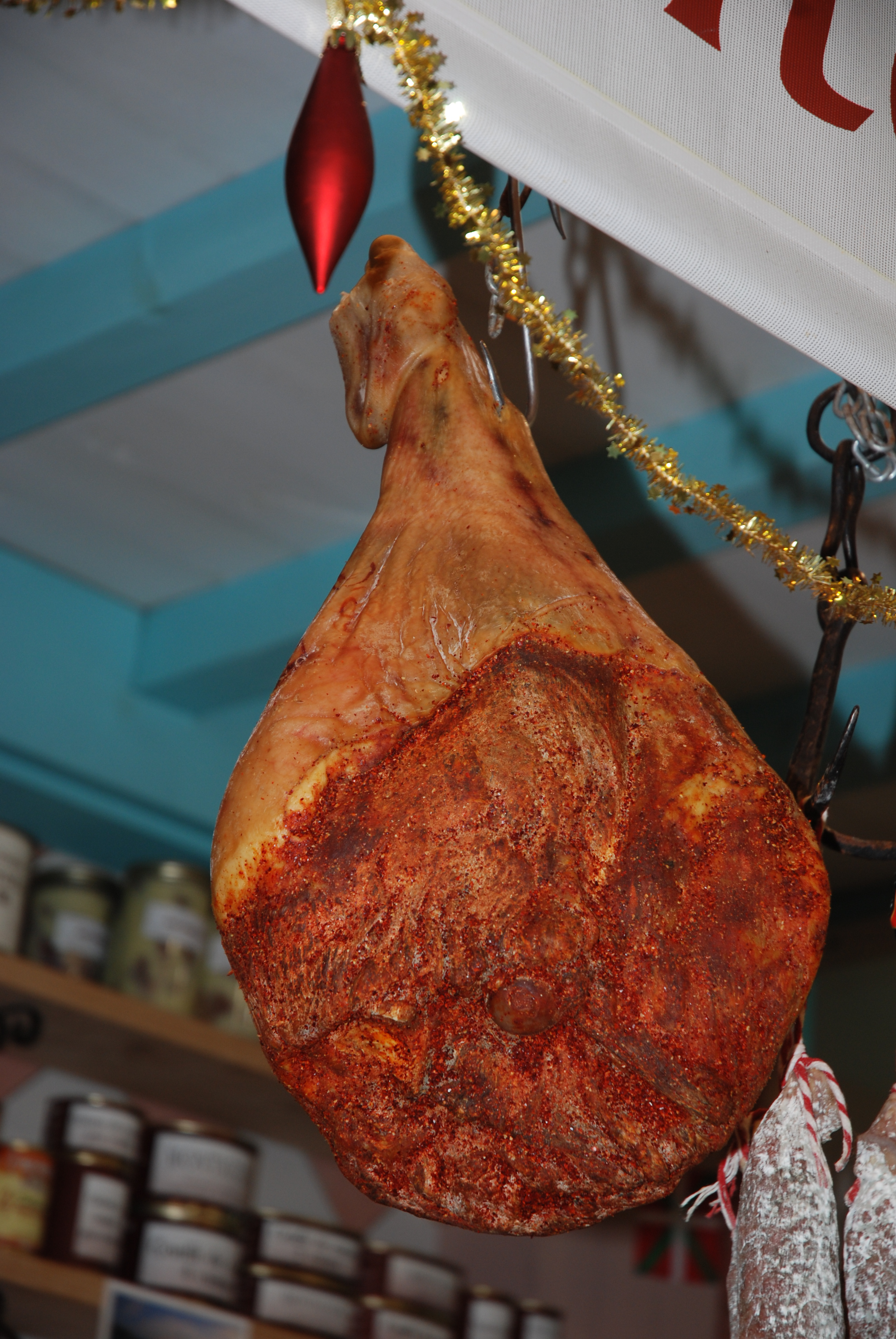
Un jambon de Bayonne.

Les anthropologues furent les premiers à adopter une conception évolutionniste du comportement humain, verticalement par la primatologie et la paléoethnologie et horizontalement par l'ethnologie comparée. Le structuralisme traditionnel connut un véritable revirement lorsque, en partie sous l'influence de Noam Chomsky, la structure se mit à refléter les contraintes biologiques sous-jacentes au comportement. L'existence des structures, décrivant des comportements pouvant prendre plusieurs formes comme la cuisson de la viande, révèlent ici l'existence de l'instinct. Les différentes variations de la structure, rencontrées dans les différents peuples, peuvent se contraindre par une grammaire, la biogrammaire, révélant les tendances comportementales innées influençant les différentes formes culturelles.
Par exemple, la cuisson de la viande, largement pratiquée par l'humain est unique dans la nature. Par contre, l'état de décomposition de la viande produit par la cuisson rappelle fortement l'état de charogne produit par la lente cuisson au soleil. De plus, nombre de sociétés apprécient les viandes « faisandées » comme le jambon de Bayonne et le saucisson dont la décomposition est le résultat d'une métabiose, stade supérieur de la putréfaction, où les colonies bactériennes sont disparues et remplacées par les fongiques. Il est connu que nos ancêtres, australopithèque et probablement homo habilis, étaient des omnivores charognards et si l'homo erectus était un chasseur cueilleur, ce qu'il faisait des animaux qu'il venait de tuer est un mystère. Il est probable qu'avant l'invention du feu, nos ancêtres transportaient avec eux ou cachaient leurs proies le temps qu'elles se décomposent un peu et deviennent appétissantes et les méthodes de conservation comme la macération, le séchage, et le salage apparurent. Selon Robert Winston qui rejette l'hypothèse végétarienne, la proportion en graisse de viande explique une tendance comportementale ancienne déterminant les goûts en cette matière.

## Langage populaire
Dans le langage populaire, le mot instinct est utilisé de façon abusive pour remplacer le mot intuition. On dira, par exemple, que l'on prend une décision en suivant son instinct, ou que l'on agit instinctivement, pour parler d'une situation où l'on a suivi une impulsion ou une intuition.